# Ascetismo

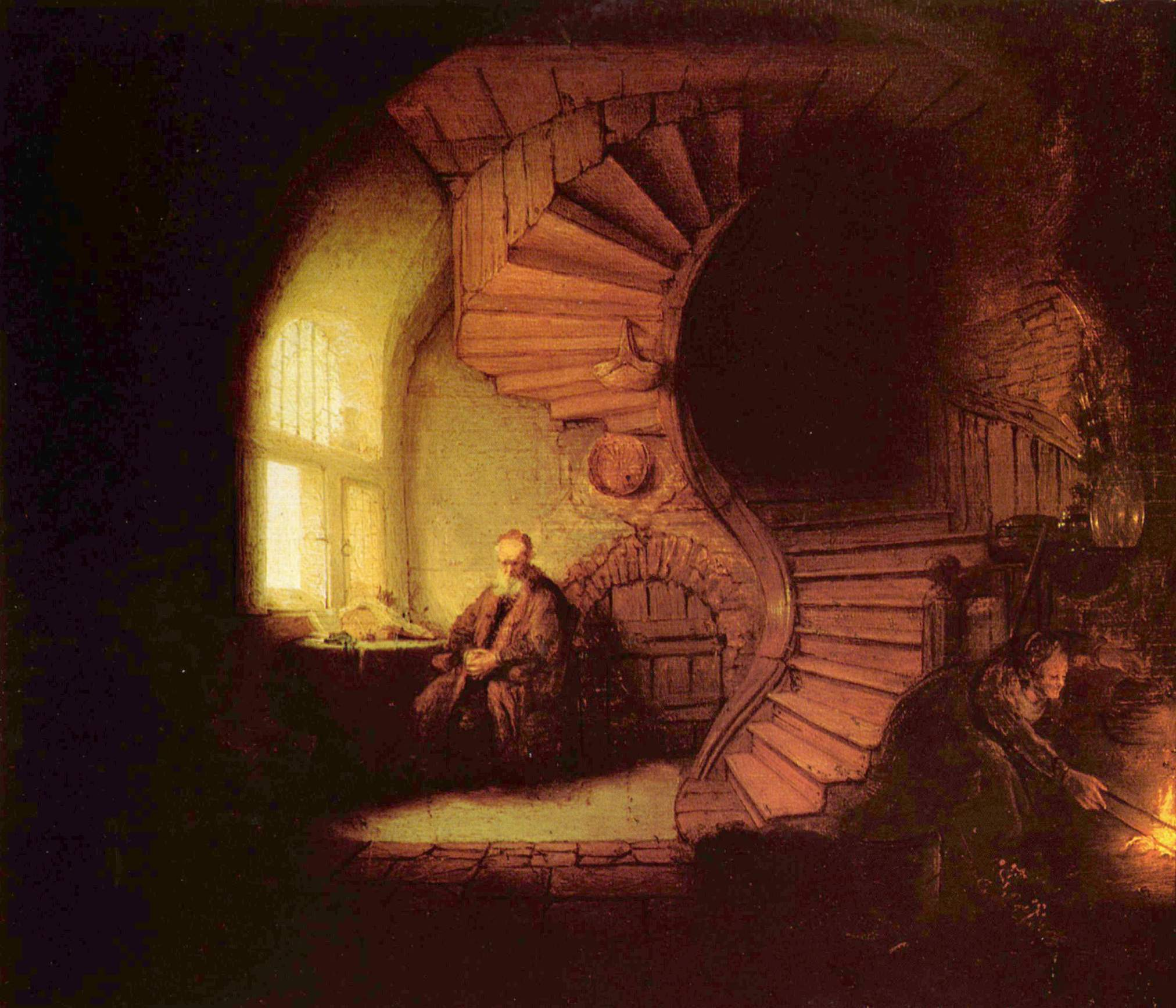
El filósofo meditando, de Rembrandt.

El ascetismo es la doctrina filosófica que busca, por lo general, purificar el espíritu por medio de la negación de los placeres materiales o abstinencia; al conjunto de procedimientos y conductas de doctrina moral que se basa en la oposición sistemática al cumplimiento de necesidades de diversa índole que dependerá, en mayor o menor medida, del grado y orientación del que se trate.
En muchas tradiciones religiosas o espirituales, la ascética es un modo de acceso místico. La mayoría de los sistemas ascéticos desdeñan las necesidades fisiológicas del individuo por considerarlas de orden inferior. En Occidente, las primeras doctrinas ascéticas surgieron en la Antigua Grecia, con la práctica del entrenamiento o ejercicio físico o militar, pero también con el ejercicio de la virtud.

## Manifestaciones y características
En los estudios religiosos, numerosas prácticas de autocontrol y renuncia caen bajo el concepto de ascetismo. Los ascetas son personas que se han dedicado a una forma de vida determinada por prácticas ascéticas duraderas. Muchos ascetas han escrito textos que describen su forma de vida, a menudo idealizándolas y recomendándolas. Investigaciones recientes han discutido varias propuestas interculturales para definir el ascetismo, incluida su definición como "al menos en parte, un programa sistemático de autodisciplina y abnegación".
En numerosas religiones y en las normas de comportamiento de muchos pueblos indígenas, el ascetismo se valora positivamente y, a menudo según reglas fijas, se practica de manera temporal o permanente, individual o colectiva. Las prácticas ascéticas temporales son comunes, como la observancia de ciertos períodos recurrentes de penitencia, ayuno o luto, o la abstinencia y el endurecimiento como parte de la preparación para los ritos de iniciación.
Los aspectos de la voluntariedad y la búsqueda consciente de un objetivo global siempre forman parte de él, al menos teóricamente. Por lo tanto, quien lleva una vida modesta e indulgente bajo la compulsión de circunstancias externas como la escasez de alimentos y la pobreza no es considerado un asceta. Sin embargo, el ascetismo es a menudo parte de estrictas normas religiosas o sociales que son vinculantes para los miembros de ciertos grupos o, en algunos casos, para todos los creyentes. La transición entre voluntariedad y coerción, mera recomendación y regulación asociada a la amenaza de sanciones es, por tanto, fluida.

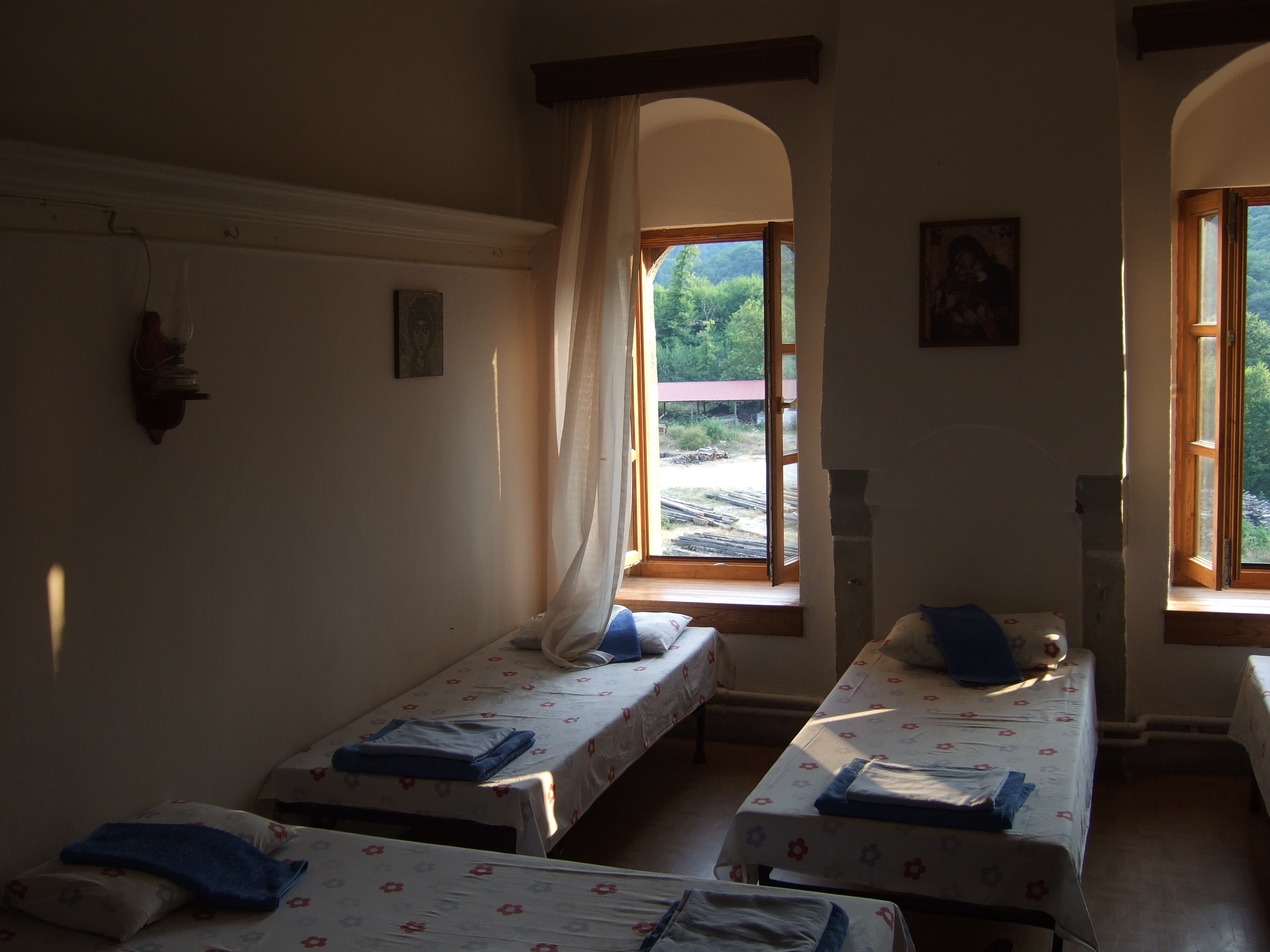
Dormitorio en el monasterio Philotheou en el Monte Atos

Las manifestaciones del ascetismo que aparecen en diferentes combinaciones son:
- Renuncia temporal o permanente de todos o algunos estimulantes y en particular evitación de intoxicantes
- Ascetismo alimentario (ayuno o restricción de la dieta a lo esencial)[4]
- Abstinencia sexual (temporal o permanente como el celibato)[5]
- Abstenerse de cosméticos y cuidado del cuerpo (por ejemplo, lavado, corte de barba y cabello; el cabello se afeita en su totalidad o en parte o ya no se recorta en absoluto)[6]
- Ropa modesta o tosca, incómoda, en algunos casos desnudez[7]

- Privación del sueño[8]

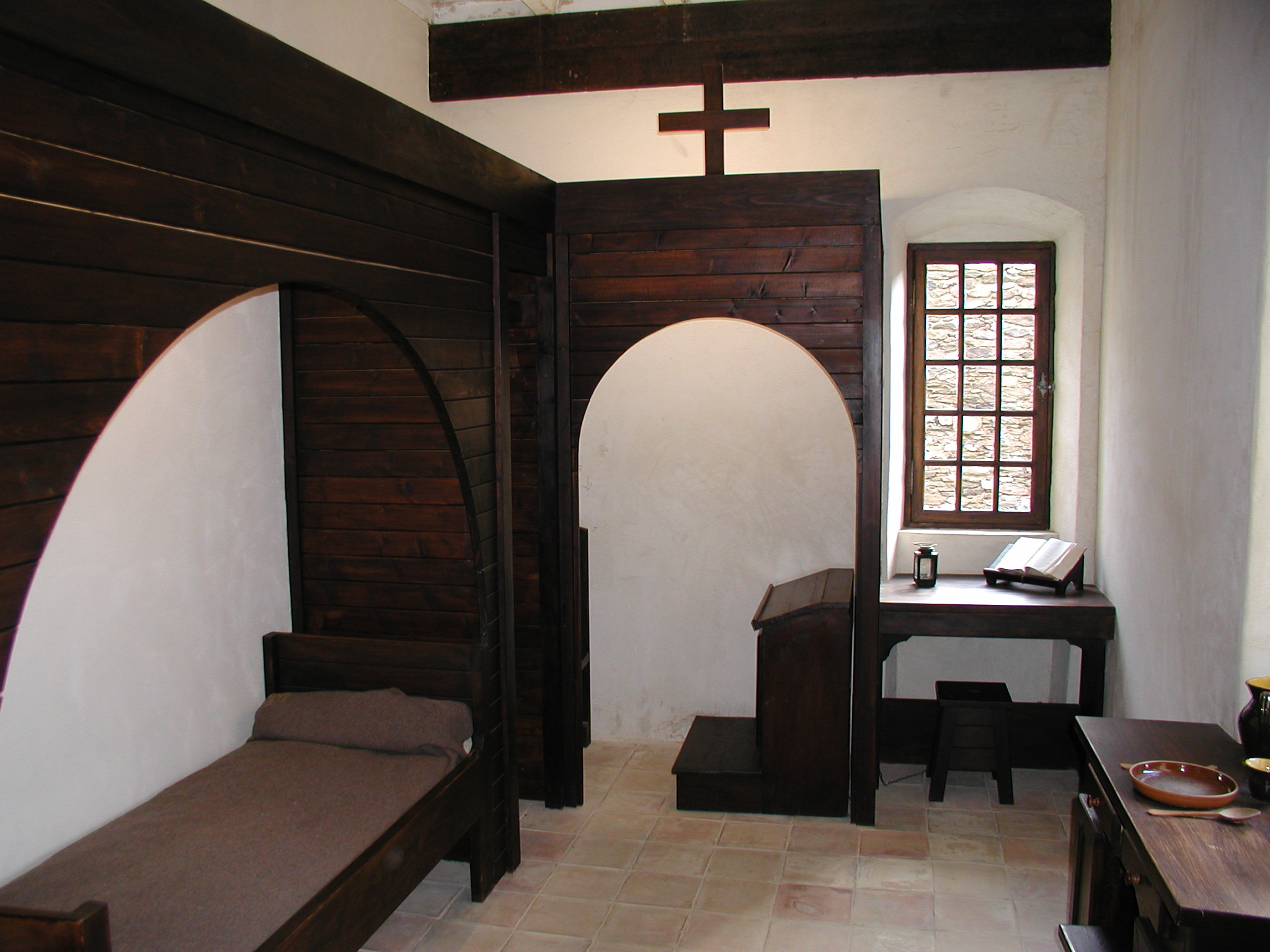
Celda del monasterio de Chartreuse de la Verne

- Soportar de buena gana el frío o el calor
- Lugar duro para dormir
- Renuncia a los bienes, pobreza voluntaria, mendicidad[9]
- Retiro de la comunidad social normal[10]
- Clasificación en la disciplina grupal de una comunidad religiosa o ideológica que exige la renuncia a la satisfacción de las necesidades personales.
- Obediencia a una figura de autoridad espiritual como un abad o un gurú[11]
- Negativa a comunicarse (voto de silencio)[12]
- Restricción de la libertad de movimiento (recinto, celda de ermitaño)
- Falta de patria, falta de vivienda (deambulación permanente, peregrinación)[13]
- Ejercicios físicos como el ascetismo japonés en el ritual Kaihōgyō,[14] pie durante largos períodos, sentado en posiciones especiales durante mucho tiempo[15]
- El dolor físico y las heridas que el asceta se inflige a sí mismo como una forma especial de ascetismo.[16]

## Motivaciones
Las razones por el ascetismo son múltiples. Un motivo es una actitud fundamentalmente crítica hacia el mundo. En los elaborados sistemas de enseñanza religiosa y filosófica, el trasfondo de la demanda de ascetismo suele ser un rechazo más o menos pronunciado del mundo. Si bien el mundo físico no se considera absolutamente malo en todos los sistemas de orientación ascética, generalmente se lo considera amenazante, cuestionable e inherentemente defectuoso. Por lo tanto, el asceta quiere reducir tanto como sea posible su dependencia interior y exterior de ella controlando o eliminando sus deseos y expectativas de placer sensual y siendo frugal. Una motivación positiva es proporcionada por la lucha por la virtud, que desde un punto de vista ascético solo puede tener éxito si las virtudes deseadas se practican constantemente a través de la práctica ascética. En las religiones que asumen la vida después de la muerte, el esfuerzo ascético por la virtud sirve principalmente para preparar una futura existencia mejor en el más allá. Algunos ascetas que esperan una posición ventajosa en el más allá quieren calificar para ella a través de su ascetismo. Esperan una recompensa de otro mundo por su renuncia terrenal. Un motivo más mundano, que también aparece en las enseñanzas de afirmación del mundo, es la necesidad de adquirir una actitud superior ante las vicisitudes del destino a través de la práctica. Quiere ser más capaz de enfrentar los desafíos de la vida. El objetivo es la independencia interior y la libertad de miedos y preocupaciones. Otro aspecto es ganar poder: los magos, chamanes y miembros de sociedades secretas deben usar prácticas ascéticas temporales para obtener habilidades mágicas. El practicante puede esperar obtener poder sobre quienes lo rodean y un alto rango social.
El ascetismo existe en muchas variaciones y gradaciones, de moderado a radical. En consecuencia, el grado de escepticismo sobre los placeres también fluctúa. Los ascetas radicales generalmente juzgan negativamente el placer sensual. Sienten que es inherentemente incompatible con sus objetivos filosóficos o religiosos y solo crea dependencias indeseables. Por lo tanto, quieren erradicar los deseos dirigidos hacia ella de la forma más completa posible. En las variedades moderadas de ascetismo, la indulgencia no se descarta bajo todas las circunstancias, sino que uno busca solo terminar con la dependencia de ella.

## Relación con el medio ambiente
En muchas tradiciones religiosas, los ascetas disfrutan de un estatus especial. Se les atribuyen habilidades sobresalientes, a veces sobrehumanas, se les consulta como autoridades religiosas y se espera que den consejo e instrucción espiritual y, a veces, incluso curación. La literatura que glorifica la renuncia fomenta tales expectativas. La reputación de sabiduría o de santidad otorga al asceta un prestigio extraordinario. Se les tiene reverencia y gratitud, y se considera honorable y meritorio apoyarlos materialmente. Sin embargo, este prestigio resulta problemático, ya que contrarresta la huida ascética del mundo y puede socavar la integridad de los detentadores de prestigio. Surge un dilema: cuanto más estricto y exitoso se lleva a cabo el ascetismo, más atención social recibe el practicante. Cuanto más famoso se vuelve, más lo buscan admiradores y quienes buscan consejo, y mayor se vuelve su autoridad. Pero como consecuencia de ello, se vuelve aún más difícil continuar con la práctica de apartarse del mundo, en la que se basó la ganancia de prestigio. Sólo puede tener éxito si se hacen esfuerzos especiales para eliminar o al menos reducir la integración social. Sin embargo, esto resulta difícil, ya que la fama persigue a quienes intentan escapar de ella.
Si bien se considera que la vida ascética tiene un alto valor religioso, no proporciona un modelo directo para la vida de la gente común. Más bien, es precisamente la diferenciación del estilo de vida ascético lo que establece el prestigio del asceta y crea una distancia infranqueable con su entorno, a pesar de su popularidad. Es admirado pero no imitado. Después de todo, uno puede involucrarse en su vida dándole regalos. La afiliación del asceta a su familia de origen, que comparte su prestigio, crea una relación diferente con el medio de vida de su entorno social. En el cristianismo antiguo, por ejemplo, había una fuerte conciencia del aumento permanente del honor familiar a través de un miembro de la familia asceta admirado.
En la literatura que da instrucciones sobre la renuncia se advierte de los peligros de la fama. A diferencia de otros tipos de prestigio, el ascético es fundamentalmente indeseable, al menos en teoría. Amenaza con inspirar arrogancia y se presenta como una molestia. Toda búsqueda de reputación se considera dañina y condenable. Este problema es discutido en textos ascéticos de culturas occidentales y orientales, y se desarrollan estrategias que pretenden evitar la creación de prestigio. Utilizando fuentes orientales y occidentales, el erudito religioso Oliver Freiberger diferencia entre cuatro enfoques para abordar el dilema ascético. La primera opción y la más radical es huir a un área realmente apartada, cortando toda interacción social. La segunda vía es la generación del “antiprestigio”: el asceta intenta que el mundo se aleje de él. Con este fin, hace el ridículo. Se comporta de manera tan desagradable que la gente piensa que está loco, o trata de parecer ingenuo y estúpido para que la gente lo desprecie. La tercera opción son varios comportamientos con los que el asceta mantiene su distancia interior a pesar de la proximidad física con la población. El cuarto enfoque es la institucionalización del prestigio: el asceta aparece como miembro de una orden y el prestigio se traslada del individuo a la orden.
El folclore de muchas culturas contiene una gran cantidad de historias mordaces y humorísticas sobre el abuso del prestigio ascético. Describe falsos ascetas, charlatanes que fingen ascetismo para aprovecharse de la credulidad de la gente y ganar prestigio y dinero. La figura del estafador que finge renuncia y en realidad es codicioso y glotón o tiene interés sexual es un motivo popular en la ficción. La aparición de tales estafadores suscita burlas y desacredita el ascetismo.

## Tradiciones de origen indio

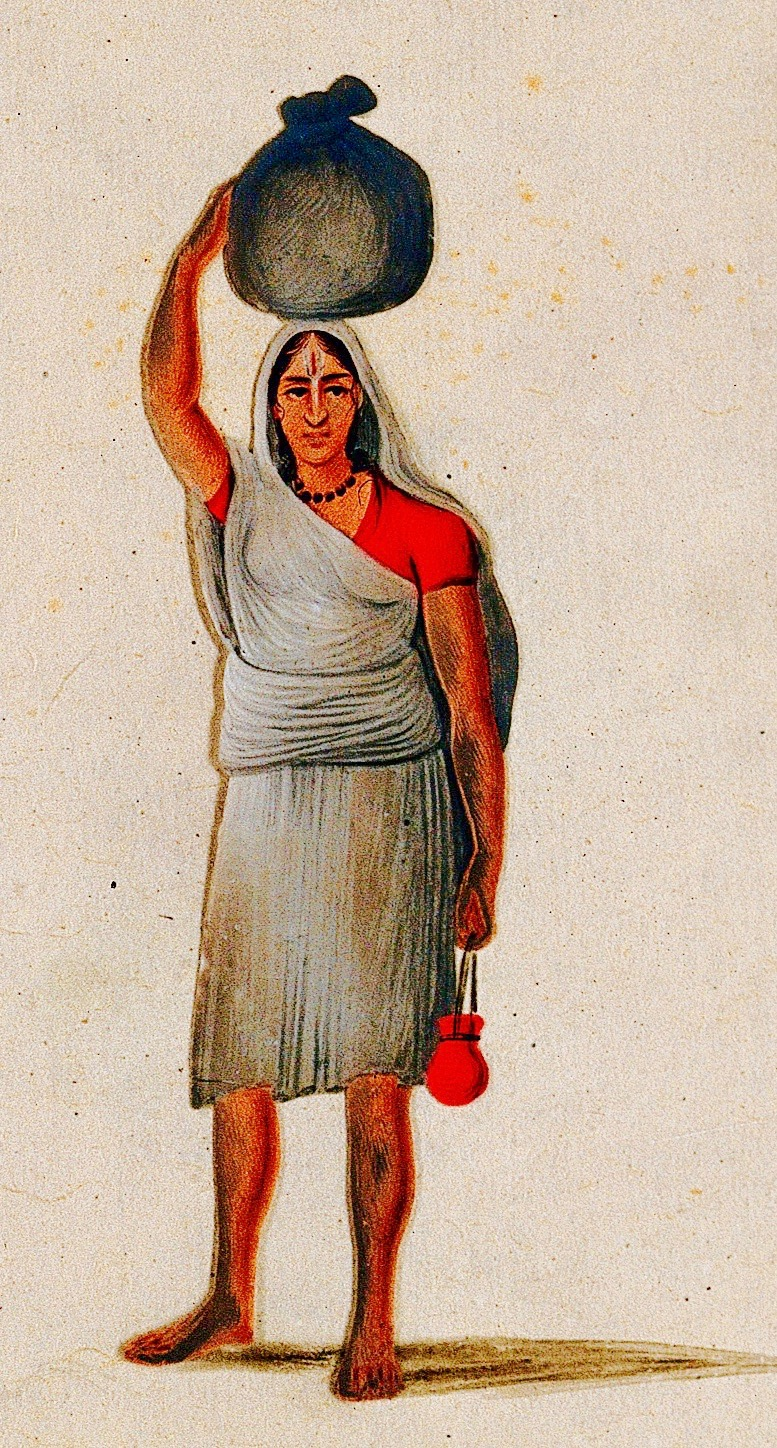
Mujer asceta de la tradición vaisnava. India,

En la India, aparentemente ya había ascetas en la época de la civilización del valle del Indo (III y principios del II milenio antes de Cristo). Los sistemas religioso-filosóficos más antiguos que se conocen en los que el ascetismo radical o moderado forma parte esencial surgieron en la India: el jainismo, el budismo y el hinduismo.

### Hinduismo

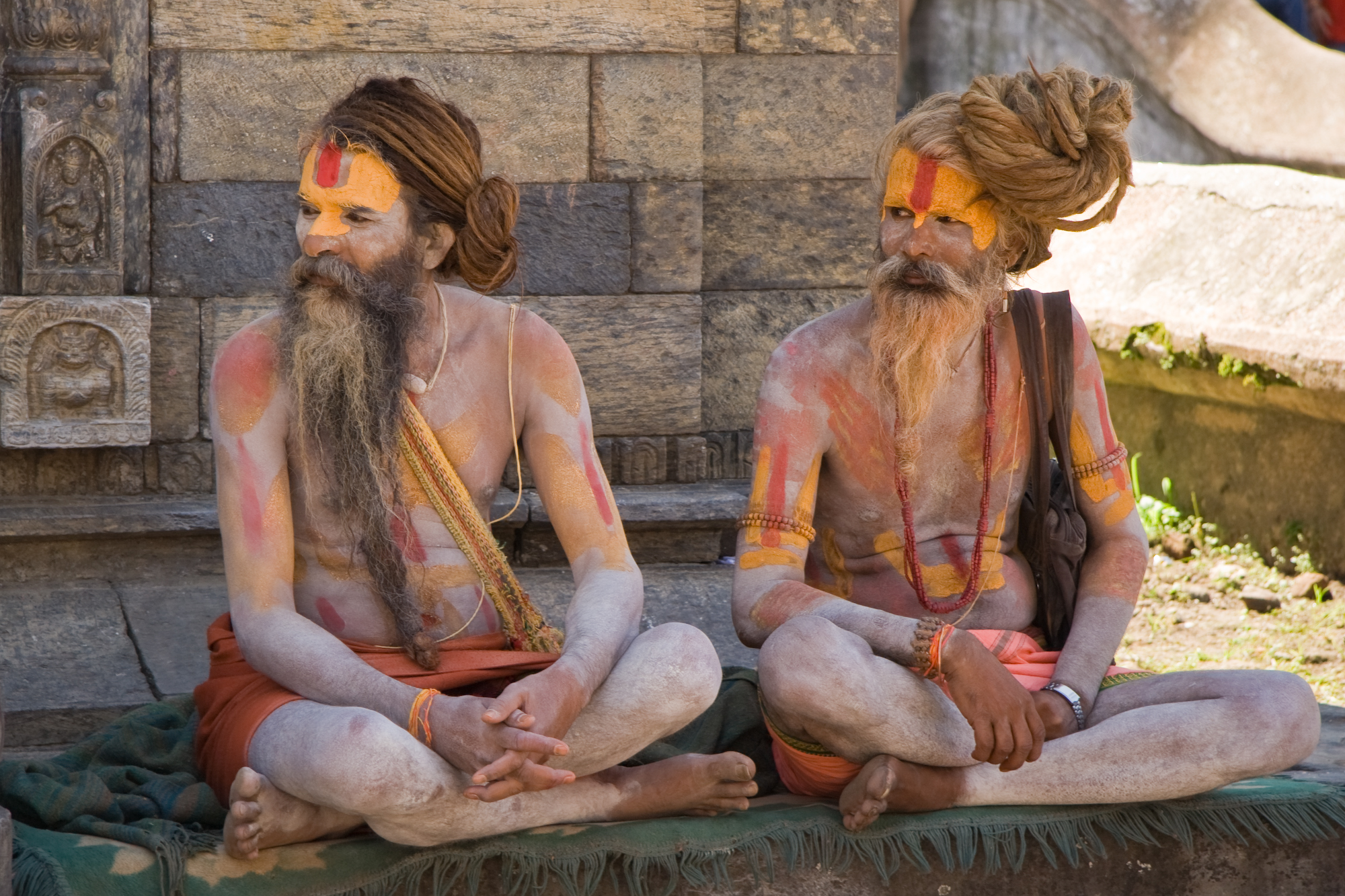
Ascetas (Sadhus) en Katmandú

En las escrituras más antiguas de la religión védica, que datan de mediados del segundo milenio antes de Cristo después de la inmigración de los arios, el ascetismo sólo se presenta ocasionalmente. Una mención se encuentra en el himno Kesin del Rigveda, donde se describen Keśins (ascetas "de pelo largo") y Munis ("silenciosos"). Karel Werner describe estos Kesins de la era védica de la siguiente manera:

The Keśin does not live a normal life of convention. His hair and beard grow longer, he spends long periods of time in absorption, musing and meditating and therefore he is called "sage" (muni). They wear clothes made of yellow rags fluttering in the wind, or perhaps more likely, they go naked, clad only in the yellow dust of the Indian soil. But their personalities are not bound to earth, for they follow the path of the mysterious wind when the gods enter them. He is someone lost in thoughts: he is miles away.
El Keśin no vive una vida normal de convenciones. Su cabello y barba crecen más, pasa largos períodos de tiempo absorto, cavilando y meditando y por eso se le llama "sabio" (muni). Visten ropa hecha de harapos amarillos que ondean al viento, o quizás más probablemente, anden desnudos, vestidos únicamente con el polvo amarillo del suelo indio. Pero sus personalidades no están ligadas a la tierra, pues siguen el camino del viento misterioso cuando los dioses entran en ellos. Es alguien perdido en sus pensamientos: está a kilómetros de distancia.
Karel Werner (1977)"Yoga and the Ṛg Veda: An Interpretation of the Keśin Hymn"

En los Upanishads,  sin embargo, escritos en la primera mitad del primer milenio antes de Cristo, el término técnico para el ascetismo, tapas (en sánscrito "calor" o "brasas"), ya juega un papel importante, y remite al resplandor interior que el asceta genera a través de sus esfuerzos (śrama). Uno de los ejercicios consiste en exponerse al sol y encender fuego a su alrededor. Se dice que tapas otorga fuerza y poder extraordinarios al practicante, que quiere elevarse por encima de los límites de lo que normalmente es posible. Este esfuerzo trata sobre el aspecto fortalecedor del ascetismo, que también es un objetivo secundario esencial en el yoga. Además, el rechazo del mundo y la deseada liberación del mundo material es un componente central de los conceptos ascéticos desarrollados en la India. Los ideales de la antigua forma de vida ascética de la India, que todavía tienen efecto en la actualidad, consisten en captar la verdad, no adquirirla ni herirla (ahiṃsā).
Mariasusai Dhavamony afirma que los textos védicos y upanishádicos del hinduismo no tratan sobre el dolor autoinfligido, pero sí sobre la autolimitación y el autocontrol. La tradición monástica del hinduismo se evidencia en el primer milenio antes de Cristo, particularmente en su tradición Advaita Vedanta. Esto se evidencia en los Sannyasa Upanishads más antiguos, porque todos ellos tienen una fuerte perspectiva Advaita Vedanta. La mayoría de los Sannyasa Upanishads presentan una filosofía de Yoga y no dualismo (Advaita) Vedanta. El Shatyayaniya Upanishad del siglo XII es una excepción significativa, que presenta una filosofía calificada dualista y vaishnavismo (Vishishtadvaita Vedanta). Estos textos mencionan un estilo de vida simple y ético, pero no mencionan la autotortura o la mortificación corporal. Por ejemplo:

These are the vows a Sannyasi must keep:
Abstention from injuring living beings, truthfulness, abstention from appropriating the property of others, abstention from sex, liberality (kindness, gentleness) are the major vows. There are five minor vows: abstention from anger, obedience towards the guru, avoidance of rashness, cleanliness, and purity in eating. He should beg (for food) without annoying others, any food he gets he must compassionately share a portion with other living beings, sprinkling the remainder with water he should eat it as if it were a medicine.
Estos son los votos que un Sannyasi debe cumplir:
Abstención de dañar a los seres vivos, veracidad, abstención de apropiarse de la propiedad de otros, abstención de sexo, liberalidad (bondad, mansedumbre) son los votos mayores. Hay cinco votos menores: abstención de la ira, obediencia hacia el gurú, evitar la imprudencia, limpieza y pureza en el comer. Debe mendigar (alimento) sin molestar a los demás, cualquier alimento que obtenga debe compasivamente compartir una porción con otros seres vivos, rociando el resto con agua debe comerlo como si fuera una medicina.
Baudhayana DharmasūtraII.10.18.1–10

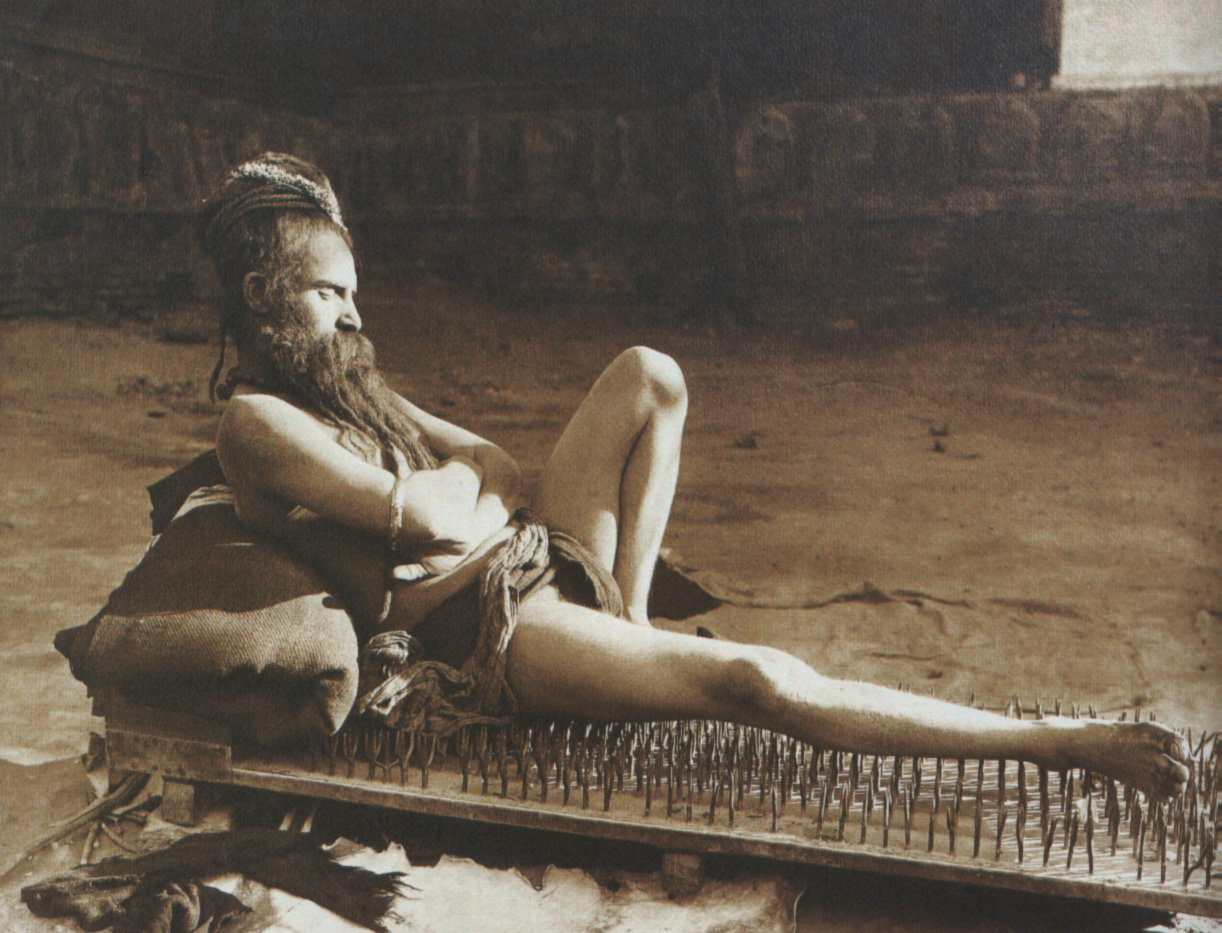
Faquir indio (1907)

En los Dharmasutras (manuales de preceptos religiosos) escritos alrededor del siglo V o siglo IV a. C. se dan detalles exactos de las formas de vida de un "habitante del bosque" (vānaprastha) y un asceta errante (parivrājaka). Estos eran ascetas que, a menudo en una edad avanzada, se retiraban a la soledad de los bosques o vagabundeaban mendigando. Realizaban ejercicios físicos exigentes, cuyo objetivo era "limpiar" o "secar" el cuerpo y al mismo tiempo lograr una actitud serena y mantenerla incluso en las condiciones más difíciles. Había reglas detalladas para la dieta y vestimenta de los ascetas y para la implementación del principio de carencia de propiedad. Cualquier conversación innecesaria debía ser estrictamente evitada.
Muchos sabios indios (rishis) practicaron y recomendaron una forma de vida ascética. Tradicionalmente, los ascetas gozan de gran respeto en la sociedad hindú. Aparecen como yoguis, sadhus (“buenos que llegan a la meta”) o sannyasins (“renunciantes”), como faquires o como seguidores del tantrismo.
Famosos ascetas modernistas como Ramakrishna († 1886) y Ramana Maharshi († 1950) también se hicieron conocidos en Occidente. Mahatma Gandhi († 1948) logró un impacto particularmente fuerte y generalizado. A través de su modelo a seguir, dio al ideal ascético hindú tradicional un nuevo impulso duradero.

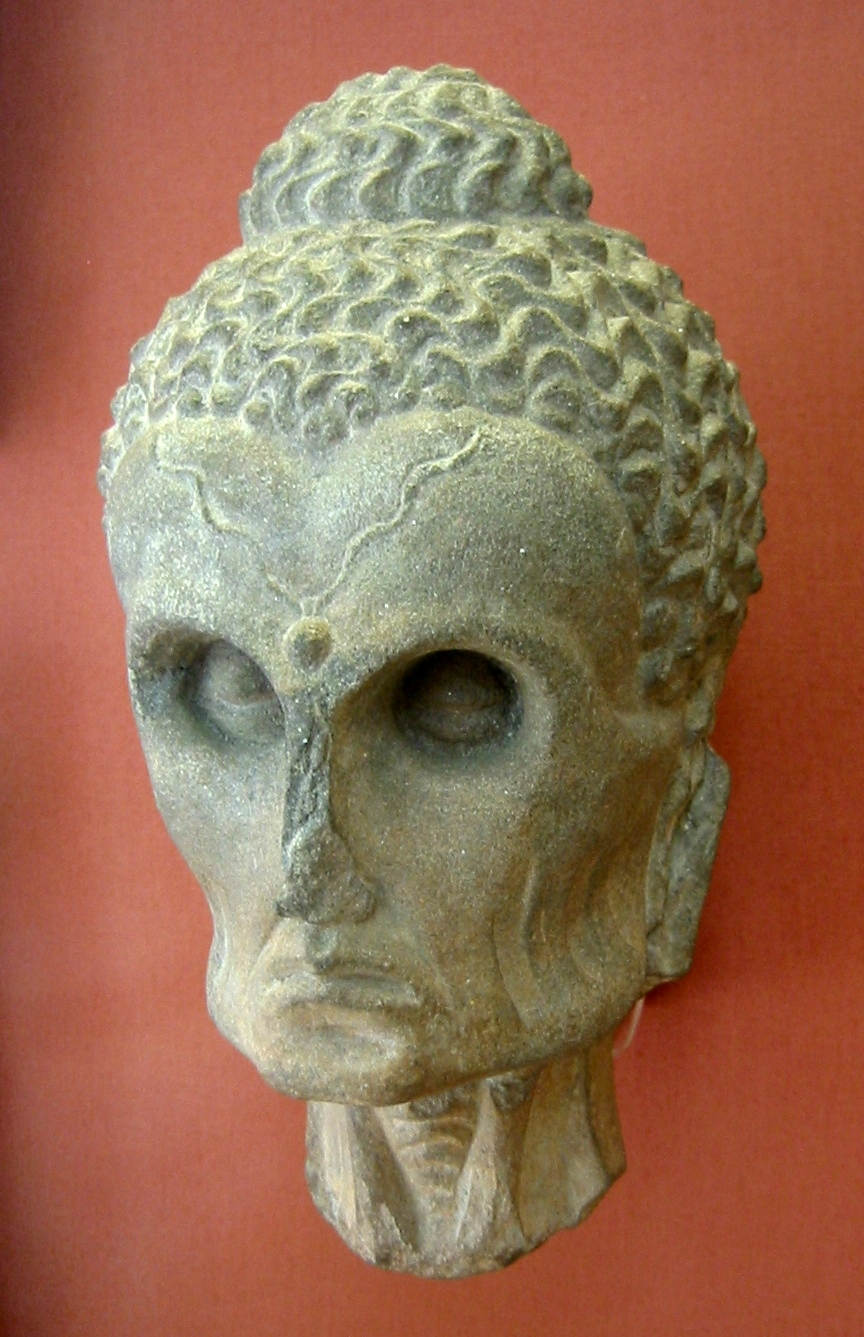
Buda como asceta. Escultura del /, Museo Británico

### Budismo
El fundador del budismo, Siddhartha Gautama, quien, según investigaciones actuales, nació a finales del quinto o principios del siglo IV a. C., practicó al principio un ascetismo muy estricto, que rompió cuando consideró que era inútil. Luego formuló la doctrina budista en contraste con las prácticas ascéticas de los monjes brahmanes y el jainismo, que rechazó. Proclamó el "camino medio" (Pali : majjhimā paṭipadā) entre los dos extremos de lo que vio como un ascetismo exagerado y una vida de placer no regulada. Este camino fue diseñado originalmente para bhikkhus (monjes, literalmente "mendigos") y contenía disposiciones ascéticas para la vida monástica pero sin prácticas de autotormento. El cuerpo no debe ser dañado o debilitado.

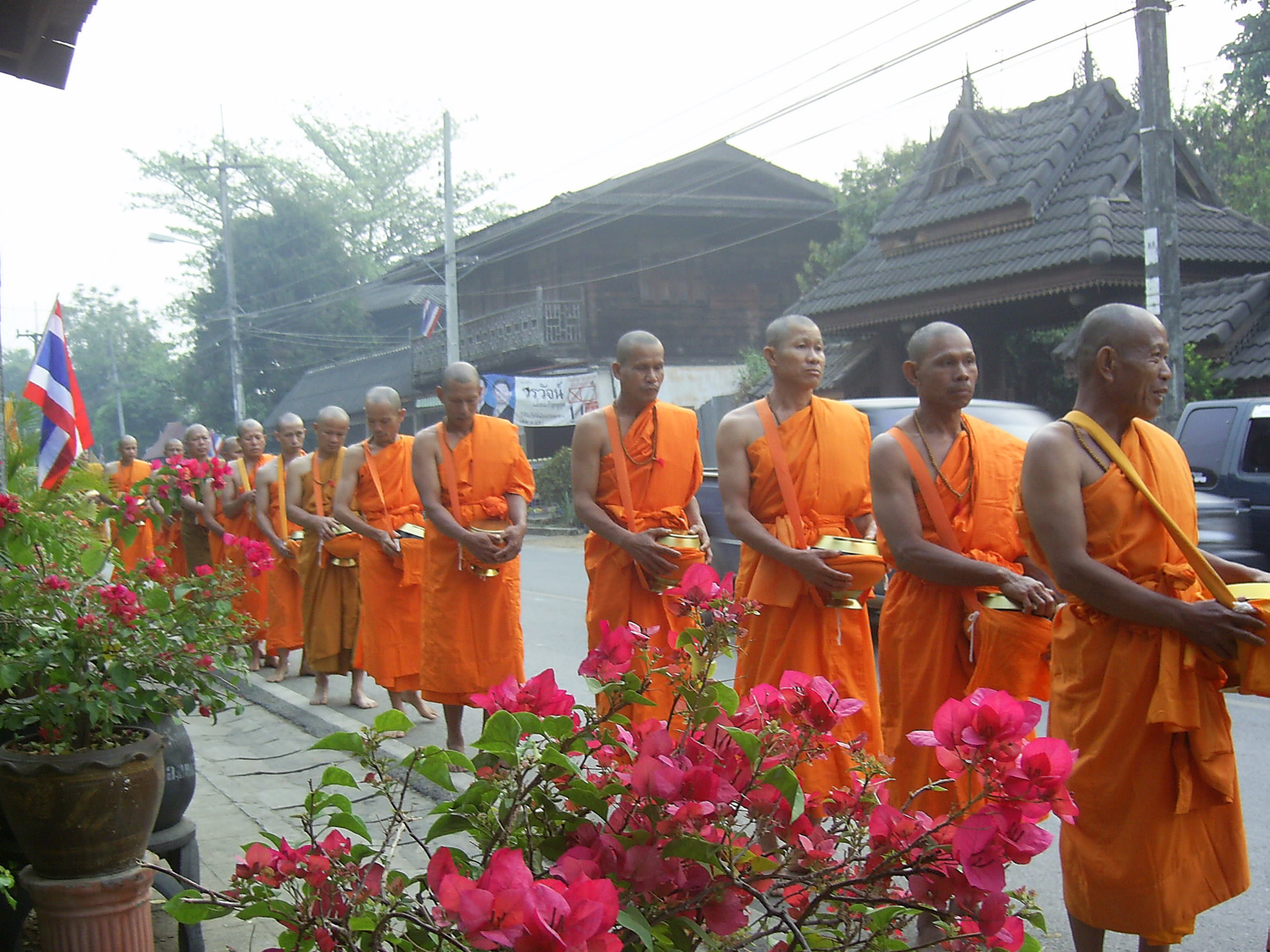
Monjes budistas en Tailandia mendigando

El concepto del asceta era conocido por los primeros budistas. Hablaron de samaṇa ("el que se esfuerza"). Las regulaciones incluían la falta de propiedad, la vestimenta más simple, la abstinencia sexual completa, la abstinencia de bebidas embriagantes y la obligación de comer cualquier cosa colocada en su cuenco de mendigo. Los monjes no tenían domicilio fijo, vagaban todo el año excepto en la temporada de lluvias. Por lo tanto, también se los denominó "se mudaron a la falta de vivienda". Las prácticas ascéticas no prescritas para monjes y monjas pero recomendadas en direcciones más estrictas se llamaron dhutaṅgas (medios para sacudirse). Se trataba de restricciones en la dieta, la vestimenta y las condiciones de vida, algunas de las cuales iban mucho más allá de la abstinencia generalmente practicada por los miembros de la orden. Dhutaṅgas todavía son apreciados en la actualidad en la tradición forestal tailandesa.

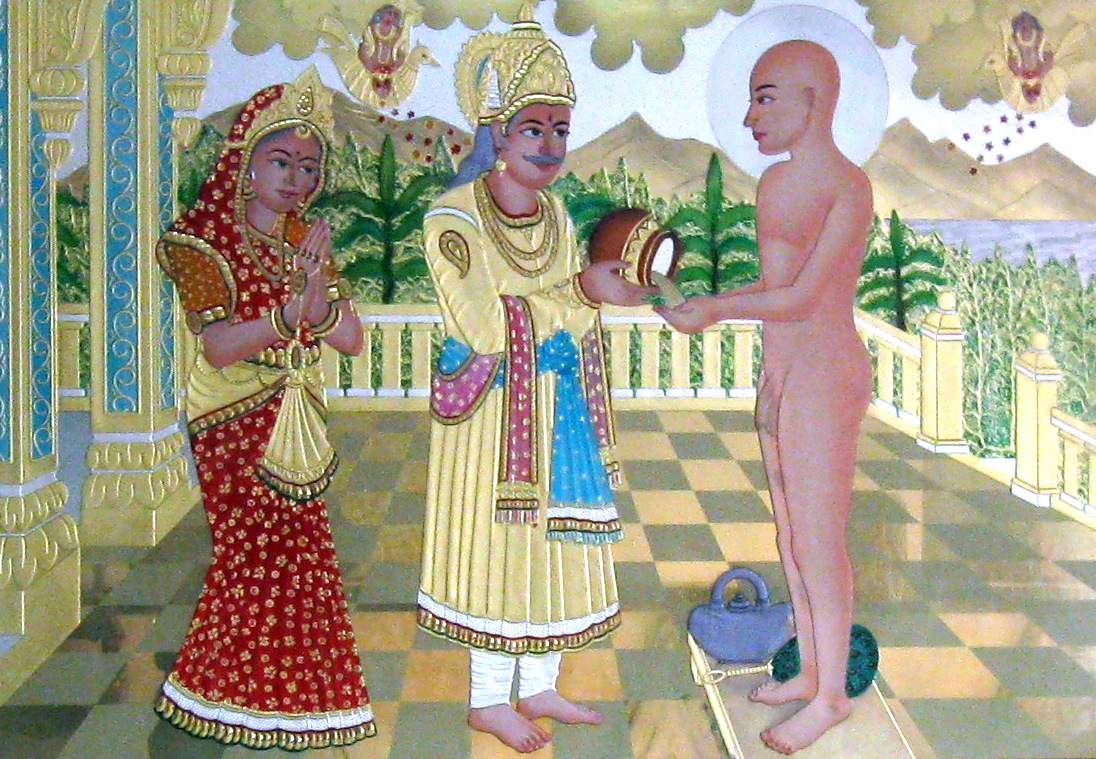
El asceta desnudo Mahavira recibiendo limosna (representación moderna en un templo jainista)

#### Theravada
La evidencia textual sugiere que las prácticas ascéticas eran parte de la tradición budista en Sri Lanka en el siglo III a. C., y esta tradición continuó durante la era medieval en paralelo a la tradición monástica del estilo sangha.
En la tradición Theravada de Tailandia, los textos medievales informan de monjes ascetas que deambulan y habitan solos en el bosque o en crematorios, realizan prácticas austeras. Fueron conocidos como Thudong. Se han encontrado y se siguen encontrando monjes budistas ascéticos en Myanmar y, al igual que en Tailandia, se sabe que persiguen su propia versión del budismo, resistiendo la estructura jerárquica institucionalizada de sangha de los monasterios en el budismo.

#### Mahayana
En la tradición Mahayana, el ascetismo con significados esotéricos y místicos se convirtió en una práctica aceptada, como en las escuelas Tendai y Shingon del budismo japonés. Estas prácticas japonesas incluían penitencia, austeridades, abluciones bajo una cascada y rituales para purificarse. Los registros japoneses del siglo XII narran historias de monjes que realizan un ascetismo severo, mientras que los escritos sugieren que los monjes budistas de Nichiren, del siglo XIX, se despertaban a la medianoche o a las 2:00 a. m. todos los días y realizaban rituales ascéticos de purificación por agua bajo cascadas frías. Otras actividades incluyeron las prácticas ascéticas extremas de comer solo agujas de pino, resinas, semillas y, en última instancia, automomificación, o Sokushinbutsu (miira) en Japón.
En el budismo chino, las prácticas ascéticas de automomificación eran menos comunes, pero están registradas en la tradición Ch'an (budismo zen). También se conoce el ascetismo budista chino más antiguo, algo similar al Sokushinbutsu, como la autoinmolación pública (autocremación), como shaoshen 燒 o zifen 自焚)  práctica destinada a abandonar el cuerpo impermanente. La biografía documentada de un monje budista ascético más antigua es la de Fayu (法羽) en 396 d. C., seguida de más de cincuenta casos documentados en los siglos siguientes, incluido el del monje Daodu (道度). Esto se consideró como evidencia de un bodhisattva renunciante, y puede haber sido inspirado por los cuentos de Jataka en los que Buda en sus vidas anteriores se inmola para ayudar a otros seres vivos, o por las enseñanzas relacionadas con Bhaisajyaguru en el Sutra del loto. Los registros históricos sugieren que las monjas también observaron las prácticas de autoinmolación en el budismo chino.
Las prácticas de ascetismo budista chino, afirma James Benn, no fueron una adaptación o importación de las prácticas ascéticas indias, sino una invención de los budistas chinos, basadas en sus interpretaciones únicas de Saddharmapuṇḍarīka o Sutra del loto. Puede haber sido también una adopción de prácticas chinas prebudistas más antiguas, o del taoísmo. No está claro si la autoinmolación se limitó principalmente a la tradición del ascetismo chino, y faltan pruebas sólidas de que haya sido parte de un programa ascético integral a gran escala entre los budistas chinos.

### Jainismo
Entre las religiones que surgieron en la India, el jainismo es la que exige más ascetismo a sus adeptos, tanto monjes y monjas como laicos. Se deben observar numerosas regulaciones estrictas, especialmente con respecto a la nutrición, la indulgencia está mal vista y el ayuno es común. El mandamiento de la no violencia constante (ahiṃsā) se extiende al trato con todas las formas de vida, por lo que también incluye insectos y microorganismos dañinos. Esto conlleva multitud de restricciones e inconvenientes en la vida cotidiana, porque los daños accidentales a los seres vivos de todo tipo deben evitarse en la medida de lo posible, tomando medidas de precaución. También hay un control riguroso de los pensamientos.
El objetivo del ascetismo (tava) es evitar las situaciones pecaminosas que, según las enseñanzas del jainismo, producen un karma dañino y, por lo tanto, hacen que continúe una existencia de sufrimiento. Se busca un desprendimiento radical del alma (jiva) de este mundo. A través de la renuncia, los creyentes quieren lograr la salvación. Quieren escapar de este mundo y acceder a un más allá trascendente, en el que permanecerán para siempre. Sus modelos a seguir son los Tirthankaras, ascetas famosos como Parshva y Mahavira, de quienes creen los jainistas que lograron este objetivo. El texto jainista de Kalpa Sūtra describe en detalle el ascetismo de Mahavira, cuya vida es una fuente de orientación sobre la mayoría de las prácticas ascéticas en el jainismo:

El Venerable Asceta Mahavira usó ropa por un año y un mes, después de ese tiempo andaba desnudo y aceptaba la limosna en el hueco de su mano. Por más de doce años el Venerable Asceta Mahivira descuidó su cuerpo y abandonó su cuidado, soportó y sufrió con ecuanimidad todos los acontecimientos agradables o desagradables que surgían de los poderes divinos, de los hombres o de los animales.
Kalpa Sutra 117

El requisito previo para el éxito no es solo el mantenimiento de una disciplina ascética externa, sino también la erradicación de impulsos dañinos como el orgullo. Este aspecto está ilustrado por la leyenda del orgulloso asceta Bahubali, cuyos esfuerzos, a pesar del perfecto autocontrol externo, fracasaron hasta que reconoció y venció su orgullo. La pasión dañina, que impide la vida ascética, se manifiesta en las cuatro formas de ira, orgullo, engaño y codicia según las enseñanzas del jainismo. La ira surge cuando se quita, se experimenta o se anticipa algo agradable, o cuando se hacen cosas desagradables, o cuando uno es herido. Los méritos y logros físicos e intelectuales, así como el rango social, son motivo de orgullo o de arrogancia, la práctica ascética y el conocimiento elitista envanecen a los religiosos. El engaño es todo lo contrario a la verdad: tanto la propia complacencia en el error y el mal vivir, como el extravío de los demás. Cada una de las cuatro pasiones conduce al karma y, por lo tanto, debe eliminarse por completo. Esto sucede a través del ascetismo, que incluye la defensa (saṃvara) de las malas influencias amenazantes y la erradicación (nijjarā) del karma que ya ha fluido. Los medios de defensa incluyen soportar las veintidós tentaciones, que incluyen hambre, sed, calor, frío, insectos que pican, abuso, rechazo y enfermedad. La práctica de la mortificación del cuerpo se denomina kaya klesha, y se encuentra en el verso 9.19 del Tattvartha Sutra de Umaswati, el texto filosófico jainita más antiguo y reconocido.

#### Práctica monástica

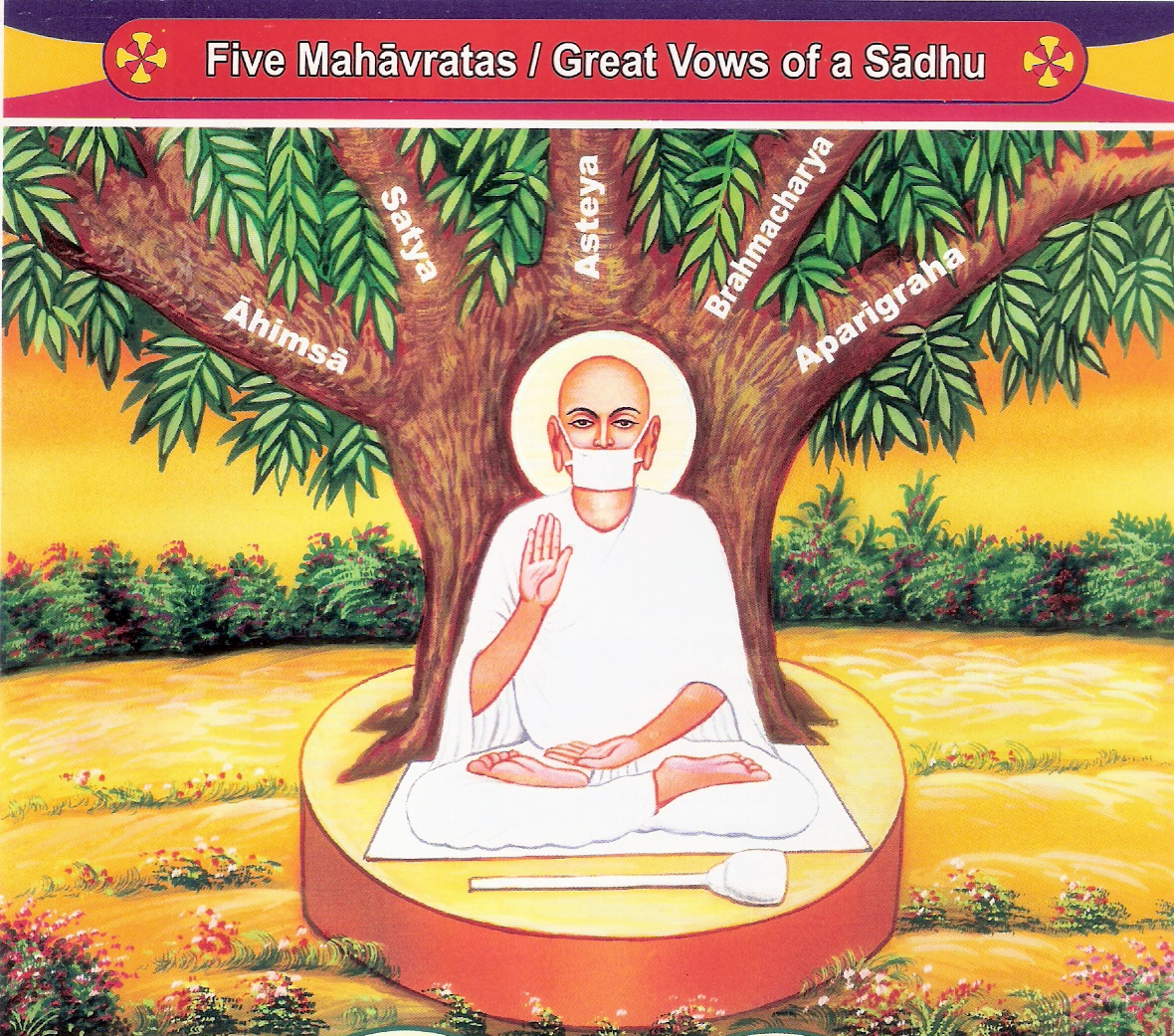
Cinco Mahavratas de los ascetas jainistas

En la práctica monástica jainista, los monjes y monjas toman votos ascéticos, después de renunciar a todas las relaciones y posesiones. Los votos incluyen un compromiso completo con la no violencia (Ahimsa). Viajan de ciudad en ciudad, a menudo cruzando bosques y desiertos, y siempre descalzos. Los ascetas jainistas no se quedan en un solo lugar por más de dos meses para evitar el apego a cualquier lugar. Sin embargo, durante los cuatro meses del monzón (temporada de lluvias) conocidos como chaturmaas, se quedan en un solo lugar para evitar matar formas de vida que prosperan durante las lluvias. Los monjes y monjas jainistas practican el celibato completo. No tocan ni comparten una plataforma para sentarse con una persona del sexo opuesto.
Los ascetas jainistas siguen una estricta dieta vegetariana sin tubérculos. El profesor Pushpendra K. Jain explica:
Claramente, para obtener tales vegetales y frutas, uno debe arrancar la planta desde la raíz, destruyendo así toda la planta, y con ella todos los demás microorganismos alrededor de la raíz. Las frutas y verduras frescas deben arrancarse solo cuando estén maduras y listas para caerse, o idealmente después de que se hayan caído de la planta. En caso de que sean arrancados de las plantas, solo debe adquirirse y consumirse sin desperdicio la cantidad necesaria.
Los monjes de la subtradición Shvetambara no cocinan alimentos, sino que solicitan limosnas a los amos de casa, y solo tienen una comida al día. Ninguno de los grupos pedirá comida, pero un asceta jainista puede aceptar una comida de un cabeza de familia, siempre que este último sea puro de mente y cuerpo, y ofrezca la comida por su propia voluntad y de la manera prescrita. Durante tal encuentro, el monje permanece de pie y come solo una cantidad medida. El ayuno (es decir, la abstinencia de alimentos ya veces de agua) es una característica rutinaria del ascetismo jainista. Los ayunos duran un día o más, hasta un mes. Algunos monjes evitan (o limitan) la medicina y/o la hospitalización por desprecio por el cuerpo físico.  Los monjes y monjas solo visten túnicas blancas sin coser (una prenda superior e inferior) y poseen un cuenco que usan para comer y recolectar limosnas. Los monjes masculinos de la secta Digambara no usan ropa, no llevan nada con ellos excepto una escoba suave hecha de plumas de pavo real mudadas (pinchi) para quitar suavemente cualquier insecto o criatura viviente en su camino o tazón, y comen con sus manos. Duermen en el suelo sin mantas y se sientan en plataformas de madera. Otras austeridades incluyen la meditación sentado o de pie cerca de las orillas de los ríos en el viento frío, o la meditación en la cima de las colinas y montañas, especialmente al mediodía cuando el sol está más fuerte. Tales austeridades se emprenden de acuerdo con los límites físicos y mentales del asceta individual.
Cuando la muerte es inminente debido a una edad avanzada o una enfermedad terminal, muchos ascetas jainistas toman un voto final de Santhara o Sallekhana, un ayuno hacia una muerte pacífica y desapegada, primero reduciendo el consumo y finalmente abandonando todas las medicinas, alimentos y agua. Los eruditos afirman que esta práctica ascética no es un suicidio, sino una forma de muerte natural, realizada sin pasión, agitación o brusquedad, y porque se realiza sin violencia activa en el cuerpo.

### Sijismo
Si bien el sijismo trata la lujuria (kaam) como un vicio, al mismo tiempo ha señalado inequívocamente que el hombre debe compartir la responsabilidad moral llevando una vida de cabeza de familia. Lo importante es estar centrado en Dios. Según el sijismo, los ascetas ciertamente no están en el camino correcto. Cuando Guru Nanak visitó Gorakhmata, discutió el verdadero significado del ascetismo con algunos yoguis.

Asceticism doesn't lie in ascetic robes, or in walking staff, nor in the ashes. Asceticism doesn't lie in the earring, nor in the shaven head, nor blowing a conch. Asceticism lies in remaining pure amidst impurities. Asceticism doesn't lie in mere words; He is an ascetic who treats everyone alike. Asceticism doesn't lie in visiting burial places, It lies not in wandering about, nor in bathing at places of pilgrimage. Asceticism is to remain pure amidst impurities.
El ascetismo no reside en las vestiduras ascéticas, ni en el bastón del peregrino, ni en las cenizas. El ascetismo no está en el aro, ni en la cabeza rapada, ni en soplar una caracola. El ascetismo consiste en permanecer puro en medio de las impurezas. El ascetismo no se encuentra en meras palabras. Es un asceta quien trata a todos por igual. El ascetismo no está en visitar los lugares de enterramiento, no está en deambular, ni en bañarse en los lugares de peregrinación. El ascetismo es permanecer puro en medio de las impurezas.
Guru Nanak

## Otras religiones

### Incas
En la religión inca de la América del Sur medieval, se practicaba el ascetismo. Los sumos sacerdotes del pueblo inca vivían una vida ascética, que incluía el ayuno, la castidad y el consumo de alimentos sencillos. Los registros jesuitas informan que misioneros cristianos se encontraron con ermitaños incas ascetas en las montañas de los Andes.

### Taoísmo
La evidencia histórica sugiere que la tradición monástica en el taoísmo practicaba el ascetismo, y que las prácticas ascéticas más comunes incluían el ayuno, la abstinencia sexual completa, la pobreza autoimpuesta, la privación del sueño y el aislamiento en el desierto. Las prácticas taoístas ascéticas más extremas y antinaturales han incluido el autoahogamiento público y la autocremación. El objetivo de este espectro de prácticas, como otras religiones, era alcanzar lo divino y superar el cuerpo mortal. Según Stephen Eskildsen, el ascetismo sigue siendo parte del taoísmo moderno.

### Zoroastrismo
En el zoroastrismo, la participación activa en la vida a través de buenos pensamientos, buenas palabras y buenas obras es necesaria para asegurar la felicidad y mantener a raya el caos. Esta participación activa es un elemento central en el concepto del libre albedrío de Zoroastro. En el Avesta, las sagradas escrituras del zoroastrismo, están prohibidos el ayuno y la mortificación.

## Filosofía y religión griega y romana

### Ascetismo en general y en la filosofía
En griego antiguo, el verbo askei originalmente se refería a una elaboración o procesamiento técnico o artístico, la operación cuidadosa o el ejercicio de una técnica o arte. Es en este sentido que Homero lo empleó. Con respecto al cuerpo humano, se trataba de fortalecerlo a través de la gimnasia o entrenamiento militar. Los guerreros y los atletas fueron llamados ascetas. En el campo de la ética, áskēsis se entendía como entrenamiento con el objetivo de obtener sabiduría y virtud a través de la práctica y así realizar el ideal de aretḗ (competencia, excelencia) también en el sentido espiritual. El significado transferido (ejercicio de virtud o pericia) ya está atestiguado por Heródoto. El presocrático Demócrito observó: “Más personas se vuelven competentes a través de la práctica (ex askḗsios) que a través de la disposición natural. Ya con los primeros pitagóricos (siglo VI a siglo 5 a. C.), la moderación y el autocontrol, así como la voluntad de sacrificarse, eran componentes centrales de la forma de vida filosófica, cuyo objetivo era perfeccionar la virtud. En este medio, el ascetismo también tenía un significado religioso; los actos ascéticos significaban "seguir a Dios".

### Sócrates y Platón
Sócrates (469-399 a. C.) fue considerado un modelo de virtud. Su alumno Jenofonte elogió su autocontrol (enkráteia) y consideró que Sócrates era el que había avanzado más en ese campo. Tenía la mayor resistencia frente a las heladas y el calor y todas las penalidades y consideraba el dominio de sí mismo como la base de la virtud, ya que sin él todos los esfuerzos serían en vano. Jenofonte enfatizó la necesidad del ejercicio mental y físico como un medio para obtener tal autocontrol. De acuerdo a su relato, Sócrates habría afirmado que a través de la práctica, los más débiles por naturaleza podrían superar a los más fuertes, si estos últimos descuidaban el entrenamiento. Su famoso alumno Platón dio  en el diálogo literario Simposio una descripción detallada de la autodisciplina y la resistencia de Sócrates al soportar el trabajo duro y las dificultades. Sin embargo, este modelo de ascetismo filosófico también encontró críticas por parte de sus contemporáneos. El comediante Aristófanes, por ejemplo, ridiculizó el estilo de vida del círculo de Sócrates y lo vio como una moda extravagante.
Platón abogó por una forma de vida sencilla y natural frente a la exuberante, que censuró. Con esto no se refería a un retorno a un nivel más primitivo de civilización, sino más bien a una purificación de todo lo excesivo. Esto crearía prudencia y orden interior en las personas. Se deben satisfacer las necesidades vitales, pero no las que van más allá de lo necesario. Al igual que su maestro Sócrates, Platón enfatizó la importancia de adquirir autocontrol. Entendió el ascetismo como ejercicios espirituales que se relacionan con el pensamiento y la voluntad y están dirigidos a aretḗ (competencia, virtud, "ser bueno"): uno debe practicar "la justicia y otras virtudes". Uno debe vivir y morir practicando esto, esta es la mejor forma de vida. En las discusiones de entonces sobre educación y formación del carácter, se discutía la importancia y la interacción de tres factores: la disposición natural, la instrucción y la formación práctica (áskēsis).

### Estoicos
Para los estoicos, la práctica ascética desempeñaba un papel destacado en el modo de vida filosófico. Se centraron en el aspecto de la abstención y la renuncia. El ascetismo se entendía principalmente como una disciplina espiritual. Los aspectos físicos también eran importantes, pero secundarios. Las prácticas físicas sin una base y un propósito espiritual se consideraban inútiles; El ascetismo exterior y demostrativo, destinado a impresionar a los demás, fue firmemente rechazado. Se suponía que el dominio de los pensamientos y los impulsos liberaría al filósofo estoico de la tiranía de los estados mentales cambiantes y, por lo tanto, traería paz interior y libertad. Se buscaba la "apatía" (apátheia) : represión de los afectos dolorosos y destructivos como la ira, el miedo, la envidia y el odio, idealmente la liberación de la mente de cualquier excitación. La apatía así entendida fue considerada en los estoicos como un requisito previo para la ataraxia (calma, imperturbabilidad). El ideal estoico del ascetismo encontró mucho favor en el Imperio romano. El estoico Epicteto dio información detallada sobre los pasos de práctica requeridos. Un destacado asceta estoico fue el emperador Marco Aurelio. Los estoicos imperiales exigieron el cumplimiento de los deberes cívicos, que creían que incluían el matrimonio y la paternidad también para los filósofos.

### Cínicos
Un ascetismo particularmente radical fue la principal característica de los cínicos. Entendían que significaba sobre todo endurecimiento físico, que se suponía que conduciría a un fortalecimiento de la fuerza de voluntad y una renuncia a los valores y comodidades de una forma de vida civilizada. Los filósofos cínicos llevaron vidas itinerantes y redujeron sus posesiones a lo esencial que cabía en sus mochilas. Las necesidades fueron reducidas radicalmente a lo elemental. Sin embargo, los cínicos no asociaron el ideal de pobreza con una desvalorización del cuerpo, la sexualidad y el placer. Uno debería contentarse con lo poco que se tiene, pero se debería disfrutarlo. Como parte de su constante rechazo de los conceptos morales prevalecientes, los cínicos defendían y practicaban la permisividad sexual y la gratificación instintiva espontánea. La gratificación inmediata debería hacer superflua la esperanza de un placer futuro y así impedir la aparición de necesidades evitables. Se dice que Diógenes de Sinope, un destacado cínico, habría comentado, que es un rasgo de los dioses ser innecesarios, y de los humanos semejantes a los dioses necesitar poco. Según la tradición anecdótica, Diógenes vivía en un barril. Los cínicos cultivaron su papel de marginados de la sociedad y entre los filósofos: su principal interés estaba en las funciones corporales, no estaban interesados en los deberes cívicos y ofendían con su apariencia provocativamente descuidada. Todavía en el siglo IV el emperador Juliano polemizó contra los cínicos de su tiempo, aunque él mismo era un asceta convencido. Michel Foucault resaltó la importancia del pensamiento cínico para el ascetismo posterior,

### Neopitagóricos y neoplatónicos
Los neopitagóricos de la época imperial propagaron una forma completamente diferente del ideal ascético. En sus círculos se propagó el ideal de la abstinencia sexual de por vida por parte del filósofo, como fue el caso a principios del siglo III del asceta Apolonio de Tiana, cuya biografía fue escrita por Filóstrato.
La filosofía dominante en la antigüedad tardía, el neoplatonismo, tuvo una orientación ascética desde el principio. Para los neoplatónicos, el objetivo principal era liberar al alma de la prisión del cuerpo y devolverla a su hogar puramente espiritual, el mundo inteligible. El requisito previo para esto era la eliminación de los deseos relacionados con el cuerpo. El neoplatónico Porfirio informa que el senador romano Rogaciano quedó tan impresionado por la doctrina neoplatónica que renunció a la senaduría, entregó todas sus posesiones y liberó a todos sus esclavos. La carta de Porfirio a su esposa Marcella es propaganda académica (Protreptikos) para una forma de vida filosófica ascética.

### Abstenciones religiosas
Se atestiguan prácticas de renuncia para una serie de cultos de la antigüedad griega y romana. La continencia jugó un papel más importante en la religión griega que en la religión romana. Las costumbres de ayuno y el ascetismo sexual de los funcionarios religiosos estaban muy extendidas. Se aplicaban normas de abstinencia temporal a los participantes en los cultos mistéricos, cuyas ordenaciones sólo se concedían después de un período de preparación asociado a la abstinencia. Sin embargo, todas estas prohibiciones dirigidas a la pureza del culto eran solo reglas rituales de las que no se desarrolló un ideal ascético de vida. A pesar de ello, se pueden encontrar aproximaciones a tal cosa entre los órficos. Estos practicaban la "vida órfica", que implicaba la observancia de la abstinencia y la idea de la responsabilidad del hombre ante la deidad.

## Judaísmo

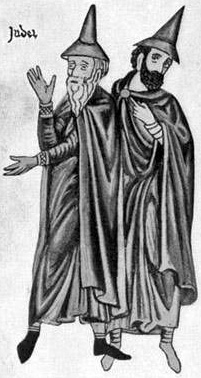
Chassidei Ashkenaz, -, conocidos por su riguroso ascetismo - 1906 Jewish Encyclopedia

El judaísmo originalmente tenía pocos rasgos ascéticos, ya que el mundo era visto positivamente como creación de Dios y el disfrute se veía sin desconfianza. Algunas regulaciones sobre la abstinencia temporal y la regulación del disfrute en la época del Tanakh no tenían sus raíces en el pensamiento ascético, sino en antiguas ideas mágicas. Esto incluía la creencia en el efecto de la contaminación de culto de las relaciones sexuales, por lo que a los sacerdotes se les prohibió tener sexo antes de actos de culto. También estaba prohibido el consumo de vino antes del servicio del sacrificio. El ayuno se practicaba como preparación para recibir la revelación divina.

"«El justo come para saciar su alma». Porque el justo come solamente para subsistir, lo necesario para su saciado."

La formación de una mentalidad ascética comenzó con el advenimiento del ayuno colectivo de penitencia, promulgado públicamente como una expresión de arrepentimiento para apaciguar la ira de Dios y evitar su castigo. Surgió la idea de que el ayuno colectivo o individual agrada a Dios y, por lo tanto, aumenta la eficacia de la oración o hace que Dios finalmente responda a una oración a la que no había reaccionado previamente. El ayuno se convirtió en una obra meritoria por la que se esperaba recompensa.
A comienzos del Imperio Romano, el teólogo Filón de Alejandría, influido por Platón, exigió el ascetismo justificándolo filosóficamente. Para él, los patriarcas Jacob y Moisés fueron ascetas ejemplares. En tiempos de Filón ya existía una tendencia ascética en el judaísmo. Filón describe la vida de los terapeutas, una comunidad de judíos egipcios que renunciaron a sus propiedades y se retiraron de las ciudades a áreas escasamente pobladas para vivir juntos una vida ascética. Los esenios, un grupo de judíos devotos que renunciaban a las posesiones personales y vivían una vida sencilla y frugal con una comunidad de bienes, también eran ascéticos. De ellos Flavio Josefo informa que vieron los placeres como vicios y la virtud en el autocontrol y la superación de las pasiones. Rechazaron la reproducción, y en su lugar adoptaron hijos de extraños.
En la filosofía judía medieval, las ideas y conceptos de renuncia que rechazaban el mundo ganaron importancia bajo la influencia del neoplatonismo o corrientes ascéticas del islam (sufismo). La conciencia del exilio judío contribuyó al fortalecimiento de tales tendencias. Un ascetismo moderado combinado con una cosmovisión neoplatónica se puede encontrar, por ejemplo, en el Libro de los deberes del corazón de Bakhya ibn Paquda y en el tratado Meditación del alma dolorosa de Abraham Bar Hiyya, una valoración negativa de los placeres sensuales de Maimónides, y en la Cábala. El hijo de Maimónides, Abraham, cita a autores sufíes en su Compendio de los Siervos de Dios. La opinión que prevaleció anteriormente de que el ascetismo era y siguió siendo ajeno al judaísmo en su conjunto ha sido corregida en investigaciones más recientes y se examinan diferentes impulsos ascéticos en los autores judíos medievales. Lo que estos partidarios judíos del ascetismo tienen en común, es que rechazaron el retiro de la sociedad. Esperaban que el asceta participara en la vida social y cumpliera con sus deberes.

## Gnosis
En algunas de las antiguas comunidades gnósticas, las prácticas ascéticas (abstinencia sexual, ayuno, renuncia al consumo de carne) se consideraban necesarias para la salvación. El motivo fue el rechazo radical del mundo. También el Maniqueísmo, una religión que surgió en el siglo III y fue moldeado por ideas gnósticas enfatizaba la necesidad de una forma de vida célibe. Los maniqueos exigían de su élite (latín electi, "los elegidos") abstinencia sexual de por vida, una vida de pobreza y ayunos frecuentes y estrictos.

## Cristianismo

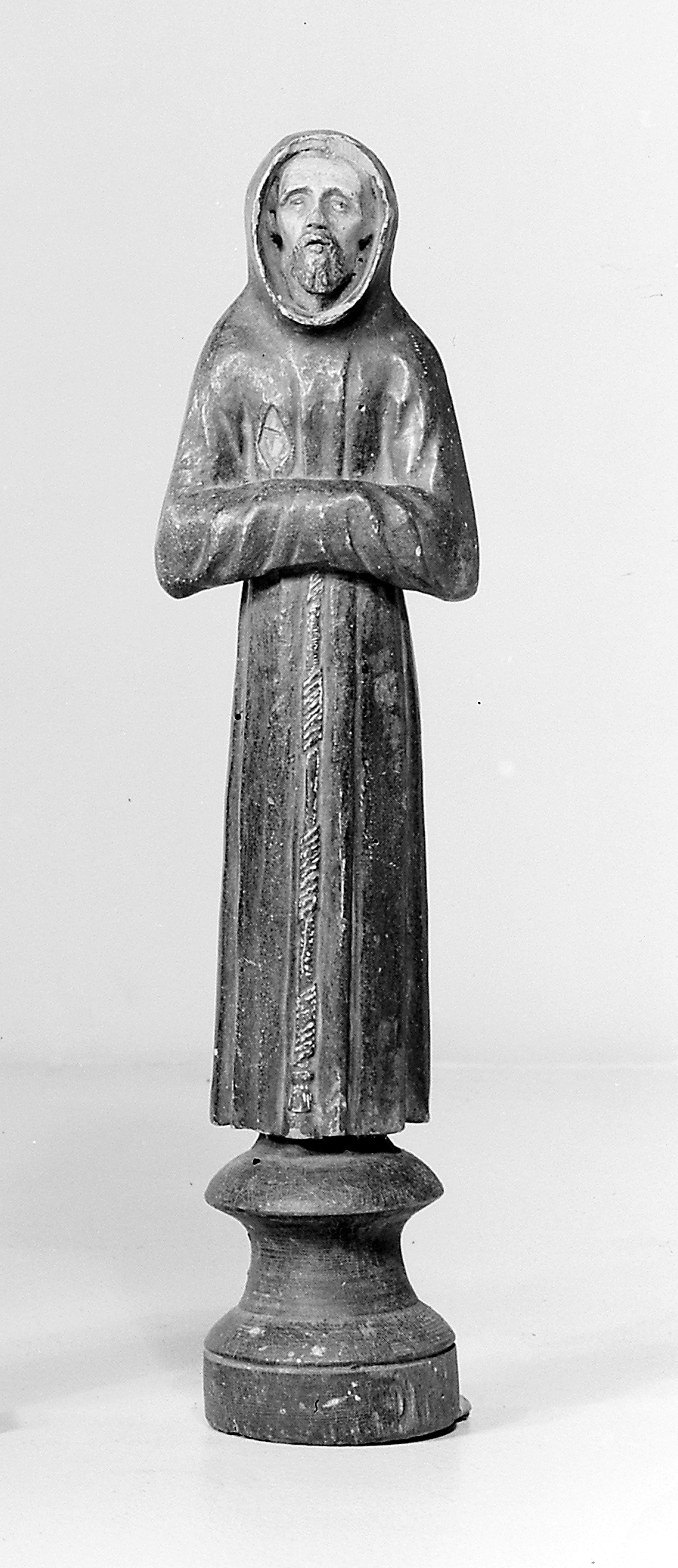
En el cristianismo, Francisco de Asís y sus seguidores practicaron actos extremos de ascetismo.

El ascetismo ha sido parte de la enseñanza y tradición cristiana desde el principio. Sirve a la búsqueda de la perfección en el sentido de la doctrina cristiana de la virtud. La forma más radical de vida ascética en la antigüedad fue primero el eremitismo y luego el monacato cenobita, que fue uno de los factores más importantes en la historia cultural de la Edad Media. En la era de la Reforma, sin embargo, hubo una crítica fundamental del concepto de monacato y, por lo tanto, también del ideal tradicional del ascetismo.

### Nuevo Testamento
En el Nuevo Testamento, el sustantivo "ascetismo" no aparece y el verbo asceta sólo aparece en un lugar (Hechos de los Apóstoles 24:16) en el sentido de "esforzarse", sin conexión con el ascetismo. Jesús criticó la práctica del ascetismo demostrativo que era común en su época (Mateo 6:16-18), pero esta crítica no estaba dirigida contra el ascetismo como tal, sino contra su exhibición con la intención de ganar prestigio.
Aunque falta el término, la renuncia en el sentido ascético se discute a menudo y extensamente en el Nuevo Testamento. Se encuentran varios ejemplos en los evangelios: Marcos 8:34: "El que quiera ser mi discípulo, niéguese a sí mismo, tome su cruz y sígame" (Lucas 9:23); Lucas 14,26: "Si alguno viene a mí y no desprecia al padre y a la madre, a la mujer y a los hijos, a los hermanos y a las hermanas, incluso a su propia vida, no puede ser mi discípulo" (cf. Lucas 14:33); Mateo 5:29 s.: “Si tu ojo derecho te hace pecar, sácalo y tíralo. […] ¡Y si tu mano derecha te tienta a hacer el mal, córtala y tírala! "; Lucas 21,36, "velad y orad sin cesar" (tomado de 1 Tesalonicenses 5,17 y 2 Timoteo 1,3); Mateo 6:16-18 (recomendación de ayuno con promesa de recompensa celestial); Mateo 19:12 (celibato por causa del reino de los cielos); Mateo 19:21, “Si quieres ser perfecto, anda, vende lo que tienes y dalo a los pobres; tendrás un tesoro permanente en el cielo". Jesús señala su falta de vivienda, "no tiene dónde recostar la cabeza" (Mateo 8:20). Entre los evangelistas, Lucas en particular subraya la necesidad de una estricta ascesis. Además de la justicia, nombra la abstinencia (enkráteia) como un rasgo esencial de la enseñanza cristiana.
Pasajes en el evangelio de Juan (Juan 15:19) y en su primera epístola (1 Juan 2:15-17) también ofrecen pistas para justificar un rechazo ascético del mundo. A esto se suma el ejemplo del asceta Juan el Bautista y sus discípulos. Predicó en el desierto, se alimentó de langostas y miel silvestre e hizo ayunar a sus discípulos (Marcos 1:4-6 y 2:18; Mateo 11:18).
Varias ideas ascéticas se presentan en las epístolas del apóstol Pablo. Se utiliza el vocabulario de competición deportiva (agon), especialmente la carrera. Pablo compara las tribulaciones de la vida cristiana con la disciplina de los atletas que afrontan dificultades para ganar una competencia. El objetivo es la corona del vencedor, de la que el apóstol hace metáfora escatológica. Entonces él escribe: “Pero cada competidor vive completamente célibe; aquellos hacen esto para ganar una corona perecedera, pero nosotros para ganar una corona imperecedera. Por tanto, no corro como quien corre sin rumbo, ni peleo con mis puños como quien da puñetazos al aire; más bien disciplinaré y someteré mi cuerpo” (1 Corintios 9:25-27); “Si vivís conforme a la carne, debéis morir; pero si por el Espíritu hacéis cesar las obras (pecaminosas) de la carne, viviréis” (Romanos 8:13); “Por eso digo: Dejad que el Espíritu os guíe, y no cumpliréis los deseos de la carne. Porque los deseos de la carne son contra el espíritu, pero los deseos del espíritu son contra la carne; ambos se enfrentan como enemigos” (Gálatas 5:16 F. ); "Todos los que son de Cristo Jesús han crucificado la carne, y con ella sus pasiones y deseos" (Gálatas 5:24); “Haced morir, pues, lo terrenal que hay en vosotros: fornicación, desvergüenza, pasiones, malos deseos y avaricia, que es idolatría” (Colosenses 3:5). El ascetismo defendido por Pablo está relacionado con el espíritu; critica el suplicio del cuerpo, que en realidad sólo sirve para satisfacer la vanidad terrenal (Colosenses 2:23). El autor de la primera epístola a Timoteo, que se opone a las prohibiciones al matrimonio y alimentarias, también advierte contra el énfasis excesivo en el ejercicio físico (1 Timoteo 4:8).

### Época de los Padres de la Iglesia
Desde el siglo II el término "ascetismo" ha sido atestiguado en la literatura teológica griega. Se utilizó por primera vez en Alejandría, donde persistió la influencia de Filón. Una vena ascética se hizo sentir desde el principio en los escritos edificantes de los cristianos. La exigencia de abstinencia se justificaba generalmente por el seguimiento de Jesús, a veces también por la expectativa del fin de los tiempos; se creía tener que prepararse para los horrores del inminente fin de los tiempos antes del fin del mundo. Otro motivo fue la incesante lucha contra el demonio, que según una extendida creencia sólo podían vencer los ascetas. Además, algunos cristianos deseaban anticipar el modo de vida futuro en el reino de los cielos, donde no habría placeres terrenales, y vivir como ángeles en la medida de lo posible. Los monjes deseaban «limpiar su espíritu de pecado y acercarse a Dios, con el deseo de que este acceda a unirse con el alma de su sirviente». Es lo que se llama unión mística o éxtasis.
En los apócrifos del Nuevo Testamento, especialmente en los actos apócrifos de los apóstoles, que formaban parte de la literatura de entretenimiento edificante del cristianismo primitivo, se daba gran importancia a la castidad y la pobreza. A finales del siglo II y principios del III el padre de la iglesia Clemente den Alejandría enfatizó la importancia de la práctica ascética y recomendó la erradicación de todos los impulsos instintivos. Sin embargo, no interpretó el mandamiento evangélico de la pobreza literalmente, sino alegóricamente: las posesiones a las que hay que renunciar son las pasiones no deseadas. Esta opinión fue contradicha en el siglo III por Orígenes, quien abogó por un entendimiento estrictamente literal, argumentando que incluso un no cristiano, como el originalmente rico cínico Crates de Tebas, regaló todas sus posesiones para obtener la libertad espiritual; por lo tanto, un cristiano debe ser capaz de hacer esto aún más. Orígenes interpretó tan radicalmente el seguimiento de Jesús que consideró el pasaje de Mateo 19,12, que habla de la incapacidad voluntaria para casarse como condición previa para alcanzar el reino de los cielos, como una llamada a la castración y por eso se hizo castrar por un médico siendo un hombre joven. Su decisión, de la que luego se arrepintió, encontró imitadores. Estaba muy extendida la idea de que la expulsión de Adán del paraíso se debió a su autocomplacencia y que la humanidad podría allanar el camino al cielo haciendo lo contrario, ayunando; el padre de la iglesia Basilio el Grande defendió esa posición en la antigüedad tardía. En general, el ayuno se consideraba meritorio. El ayuno de cuarenta días de Jesús en el desierto (Mateo 4:2-4), durante el cual eventualmente sintió hambre pero resistió la tentación del diablo, sirvió como modelo para la constancia requerida. La influencia de las ideas y modelos estoicos, cínicos y neoplatónicos también fue notable en el caso de los padres eclesiásticos cultos de la Antigüedad tardía como Juan Crisóstomo, Ambrosio de Milán, Jerónimo, Basilio el Grande y Gregorio de Nisa en la argumentación a favor de una forma de vida ascética.

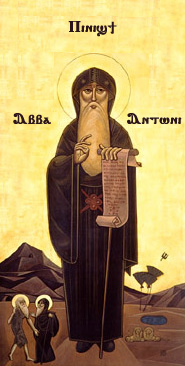
Ícono copto de Antonio Abad, padre del monacato cristiano y anacoreta temprano. La inscripción copta dice 'Ⲡⲓⲛⲓϣϯ Ⲁⲃⲃⲁ Ⲁⲛⲧⲱⲛⲓ' ("el Gran Padre Antonio").

A finales del siglo III se difundió en Egipto la ermita de los primeros anacoretas. Su representante más famoso e influyente fue el ermitaño Antonio Abad, a menudo llamado el padre del monacato. Los monjes vivían en el desierto (Padres del Desierto), en parte en celdas de monjes, en parte como ascetas errantes. El nivel más alto de ascetismo era la desnudez; los ermitaños individuales realizaron su ideal de pobreza tan radicalmente que lo hicieron sin ropa.
Antonio Abad no consideraba el ascetismo un mérito sino un deber. Según su convicción, da al asceta la capacidad de cumplir perfectamente los mandamientos y lo hace digno del reino de los cielos. Uno de los primeros requisitos previos para ello es el rechazo del “mundo”. Esto significa renunciar a las posesiones materiales y despojarse de todos los lazos familiares. El padre de la iglesia Atanasio de Alejandría contribuyó significativamente con su biografía de Antonio a la difusión de este pensamiento. De la ermita egipcia se desarrollaron a principios del siglo IV las primeras comunidades monásticas organizadas, que asumieron el ideal ascético de los ermitaños en una forma modificada. El fundador del monasterio Pacomio († 347) jugó un papel decisivo en esto.
La corriente basada en las enseñanzas de los Padres del Desierto era hostil a la civilización y la educación, rechazando la tradición cultural "pagana". Su actitud forma el polo opuesto a la visión del padre de la iglesia Jerónimo, quien se convirtió en un modelo para una tendencia diferente en el monacato. Aunque Jerónimo vivió ascéticamente, promovió esta forma de vida y glorificó la vida ascética en el desierto, también fue un erudito y le gustaba pasar tiempo en su extensa biblioteca. Se convirtió en el arquetipo del cristiano educado que combina el ascetismo con la educación antigua clásica y el trabajo científico, sin embargo, su relación con los bienes educativos tradicionales era inestable y tensa.

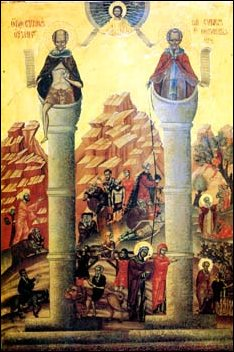
Los santos del pilar Simeón el Estilita el Viejo (izquierda) y Simeón el Estilita el joven en un icono

En Siria surgió en el siglo V una forma especial de ascetismo: la espectacular forma de vida de los santos de las columnas (estilitas), que residían permanentemente sobre ellas. Ya en la época precristiana era costumbre que un adorador del dios Dionisio subiera a una de las columnas fálicas del templo de Hierápolis Bambice dos veces al año y permaneciera en la cima durante siete días. Se creía que estaba cerca de la deidad en este momento. El santo del primer pilar, Simeón el Estilita, construyó el pilar para sí mismo, que luego le sirvió de morada.
El respeto generalizado por los estilitas y la admiración por su forma de vida fue grande. Por lo demás, los ascetas gozaban de la más alta reputación en la antigüedad tardía. Incluso Antonio Abad era tan respetado, que un intercambio de cartas con él se consideraba una distinción especial e incluso el emperador romano le escribió. Muchos cristianos, incluidas celebridades, se dirigieron al desierto para buscar el consejo y la ayuda de los ermitaños. Al hacerlo, frustraron el deseo de los ermitaños de vivir en reclusión y, en algunos casos, los impulsaron a huir a lugares más remotos. Para los ascetas, la fama era un desafío.
Incluso las mujeres nobles eligieron una forma de vida ascética, a menudo después de su viudez. Algunas de ellos permanecieron en su estado anterior, otras ingresaron en monasterios. Se dedicaron al trabajo físico, a las actividades caritativas y al estudio de la literatura religiosa.
El ascetismo cristiano encontró incomprensión y severas críticas por parte de los no cristianos educados de la antigüedad tardía. Fue clasificado como estúpido, enfermo y demente. También hubo críticas entre los cristianos. Entre ellos estaba el influyente escritor eclesiástico Joviniano, quien sostenía que ayunar no era más meritorio que comer con gratitud, y que no había diferencia de rango entre vírgenes castas y esposas. Jovinianus advirtió al asceta contra la arrogancia. Contra él polemizó el padre de la iglesia Jerónimo, quien estaba convencido de que la forma de vida ascética era la más meritoria y superior a cualquier otra. De esto Jerónimo derivó un orden de precedencia; él creía que en el venidero reino de Dios, los ascetas tendrían una recompensa mayor que otros cristianos.

#### Comunidades especiales
Las comunidades cristianas clasificadas como heréticas por la Iglesia mayoritaria a menudo representaban un ascetismo más riguroso que los funcionarios y escritores de la iglesia. Entre ellos estaba el movimiento de los montanistas, surgido en el siglo II, por el que se comprometió el importante escritor Tertuliano. Este teólogo se había alejado de la corriente principal de la iglesia porque su práctica de abstinencia era demasiado laxa para él. Tertuliano pidió un ascetismo estricto, que incluía, entre otras cosas, la renuncia de las personas viudas a un segundo matrimonio. Él consideraba el ayuno como una expiación que el hombre tenía que hacer por el consumo de Adán del fruto prohibido. Adán perdió su salvación a causa de su apetito, pero ahora los cristianos pueden reconciliarse con Dios, que está encolerizado por el pecado original de la primera pareja humana y, por tanto, de toda la humanidad.
Estrictamente ascéticos eran los grupos e individuos que eran llamados encratitas ("los que se controlan a sí mismos" o "los que se abstienen") por sus oponentes en la iglesia, o que también se llamaban a sí mismos así. En estos círculos, el ideal de la abstinencia sexual se enfatizó tanto, que el matrimonio y la procreación se consideraron indeseables o al menos sospechosas, y en particular se rechazó un segundo matrimonio después de la muerte del primer cónyuge. Los encratitas -incluido el destacado teólogo Taciano- fueron atacados por los Padres de la Iglesia como herejes, pero resultó difícil distinguirlos de otros, ya que su ideal de ascetismo también tenía numerosos seguidores dentro de la iglesia principal, cuyas convicciones apenas diferían de las de los encratitas que no pertenecían a la iglesia. En la iglesia siria en particular, la doctrina dominante era una comprensión encrática del ascetismo.
En la comunidad religiosa fundada por Marción en el siglo II, fuertemente influida por las ideas gnósticas, se exigía en particular la ascesis sexual; aparentemente también se exigió la renuncia a algunos alimentos. La base de esto fue el rechazo del dios creador, el demiurgo, cuyas instituciones y productos se quería evitar en la medida de lo posible.

### Catolicismo medieval
A pesar del énfasis en el ascetismo en la era de los Padres de la Iglesia, los términos "ascetismo" y "asceta" no se transfirieron ni tradujeron del griego al latín. Por tanto, como en la antigüedad, tampoco se utilizaron fuera del mundo de habla griega en la Edad Media. El término latino más general para el ascetismo era disciplina, un término que, sin embargo, cubría un campo de significado más amplio. Las prácticas se llamaban “ejercicios” (exercitia).
En la Edad Media, como en la antigüedad tardía, el principal portador de la tradición ascética fue el monacato. La base se formó inicialmente por la Regla de san Benito escrita en la década de 540. Aunque el fundador de la orden, Benito de Nursia, practicó personalmente un duro ascetismo, las normas de su regla para la Orden de San Benito son relativamente suaves en comparación con las antiguas normas monásticas del mundo de habla griega. La moderación en la práctica ascética contribuyó significativamente al éxito y continua popularidad del monacato benedictino.
En algunos monasterios del  reino franco y del reino longobardo, la regla más ascética del fundador del monasterio irlandés Columbano de Luxeuil († 615) fue válida a principios de la Edad Media, pero finalmente la regla benedictina prevaleció en general en Europa occidental. En el monacato irlandés, que también se extendió al continente, la inclinación al ascetismo fue particularmente pronunciada. Los ascetas irlandeses también incluían numerosos monjes itinerantes y ermitaños. Las peregrinaciones (en latín peregrinatio) lejos de casa, la emigración a países extranjeros e islas solitarias fueron consideradas por los irlandeses como una forma de ascetismo dura y, por tanto, particularmente valorada.

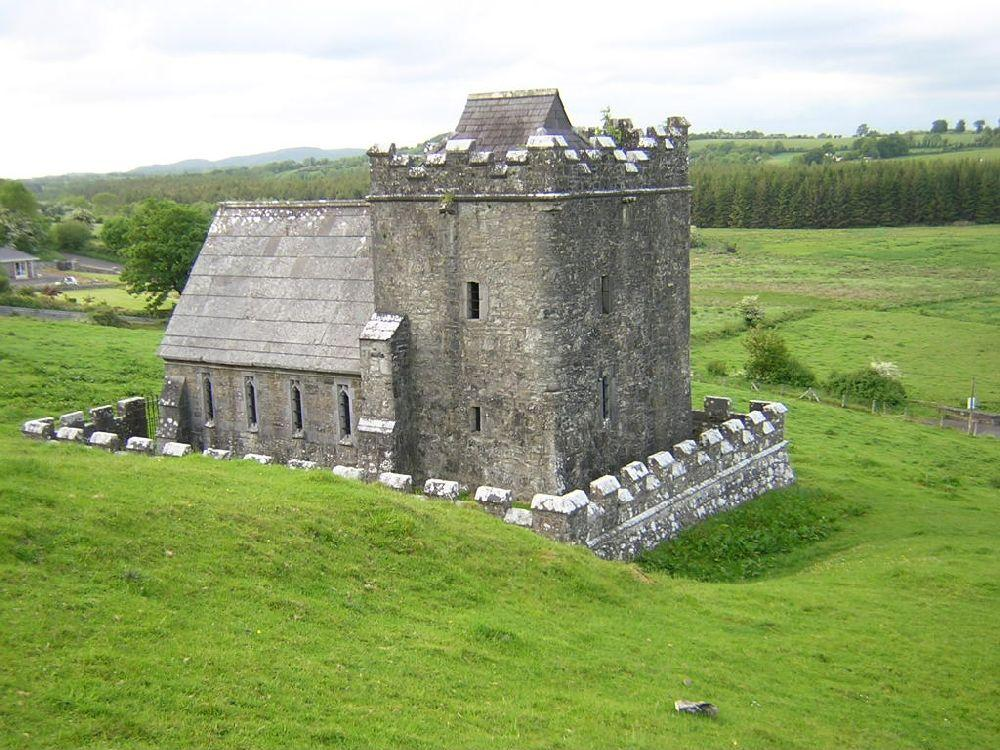
Capilla del Ermitaño (ampliación de una celda de ermitaño habitada hasta el) en Fore Abbey, Irlanda

Los escritos de los que los primeros ascetas medievales de Europa occidental y central obtuvieron una inspiración significativa incluían, en particular, descripciones de la vida y las enseñanzas de los antiguos padres del desierto. El Padre de la Iglesia Juan Casiano, que había vivido en el desierto egipcio y luego a principios del siglo V fundó un monasterio en Marsella, desempeñó un papel central como mediador de las ideas ascéticas de los monjes de la Iglesia Oriental. Además de sus extensos escritos, las traducciones latinas de la literatura en lengua griega sobre la espiritualidad del monacato oriental fueron innovadoras.
Los inclusos o reclusos (latín: reclusus) practicaban una forma elevada de ascetismo. Así se llama a los hombres y mujeres que se dejan encerrar o amurallar en celdas separadas, muchas veces adosadas a una iglesia, de la que no solían salir hasta que morían. El encierro se realizaba en un acto ritual. Algunos reclusos vivían en el área de un monasterio rural, otros en las ciudades. Por su exigente ascetismo, la población les mostró especial respeto y fueron muy apreciados como consejeros.
Los numerosos movimientos de reforma del monacato medieval y la fundación de nuevas órdenes religiosas tenían como objetivo volver a un estado anterior idealizado y recuperar los valores perdidos. La lucha de los reformadores se dirigió contra la secularización de la vida monástica. En la práctica, esto significó una nueva inculcación del ascetismo, cuyo debilitamiento se lamentó como un signo de decadencia. Dentro de la orden benedictina, se hacía referencia a este respecto a la Regla de Benito, que había que seguir con precisión. Los portadores de tales impulsos de reforma fueron, entre otros, Benedicto de Aniane († 821), los cluniacenses (10.-12. siglo) y los cistercienses (a partir de 1098). La orden carmelita fundada en el siglo XII se basó en el principio del eremitismo ascético. También fueron fuertemente ascéticos desde un principio  órdenes mendicantes fundadas en el siglo XII -franciscanos y dominicos- así como la comunidad de ermitaños agustinos que surgió un poco más tarde. Con su ideal de pobreza (carencia de propiedades, subsistencia a través de la limosna), renovaron el modo de vida de la antigua ascesis errante. Las diferencias de opinión sobre la cuestión de cuán radicalmente debería realizarse el ideal franciscano de pobreza llevaron a la controversia de la pobreza y sacudieron a la orden permanentemente.
La orden de los cartujos, que fue fundada en el siglo XI y todavía existe, ha puesto especial énfasis en la práctica ascética desde su fundación. Experimentó su apogeo a finales de la Edad Media. Los monasterio cartujos combinan elementos de la vida monástica y eremítica. Los monjes y monjas viven en el complejo del monasterio de la cartuja en celdas separadas diseñadas como pequeños edificios individuales, en las que también comen; Solo los domingos y festivos comen juntos. La característica de los cartujos es la regla del silencio raramente interrumpido. Su ascetismo incluye el trabajo en la celda, la alimentación escasa y el ayuno estricto. El consumo de carne está prohibido.

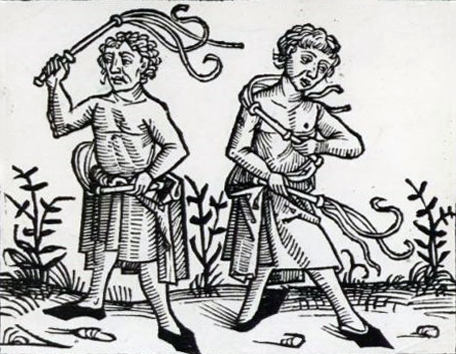
Flagelantes en una xilografía del.

Además de la abstinencia, también había formas generalizadas de ascetismo bajo el aspecto de lamortificación. Al hacerlo, el asceta se infligía un dolor severo y también hería su cuerpo. Esto era, por un lado, una penitencia, por otro lado, un medio para matar los deseos corporales. Un modelo temprano y muy famoso de esto fue Benedicto de Nursia. Sobre él cuenta Gregorio Magno en sus influyentes Dialogi que el demonio tentó a San Benito mostrándole la imagen de una mujer hermosa, entonces el santo se arrojó desnudo en un matorral de ortigas y espinos y rodó en ellos durante mucho tiempo hasta que quedó herido en todo el cuerpo. Con eso extinguió el fuego seductor en su interior para siempre. Tanto el clero como los laicos utilizaron una variedad de métodos de autotortura, en particular con el uso de látigos (autoflagelación). En la literatura hagiográfica, los cuentos muy populares de la vida de los santos, tales prácticas a menudo se citan como actividades loables y se describen en detalle. A finales de la Edad Media, los flagelantes ("flagellators") practicaban la autoflagelación pública.

#### El acercamiento a Dios
El procedimiento para acercarse a Dios, tal como lo expuso el cartujo fray Bernardo Fontova en su Tratado de las tres vías, purgativa, iluminativa y unitiva, constaba en general de dos vías, purgativa e iluminativa, de acercamiento a Dios, y de una tercera, la unitiva, que no era en realidad tal, puesto que se daba ya una vez realizada la unión mística.

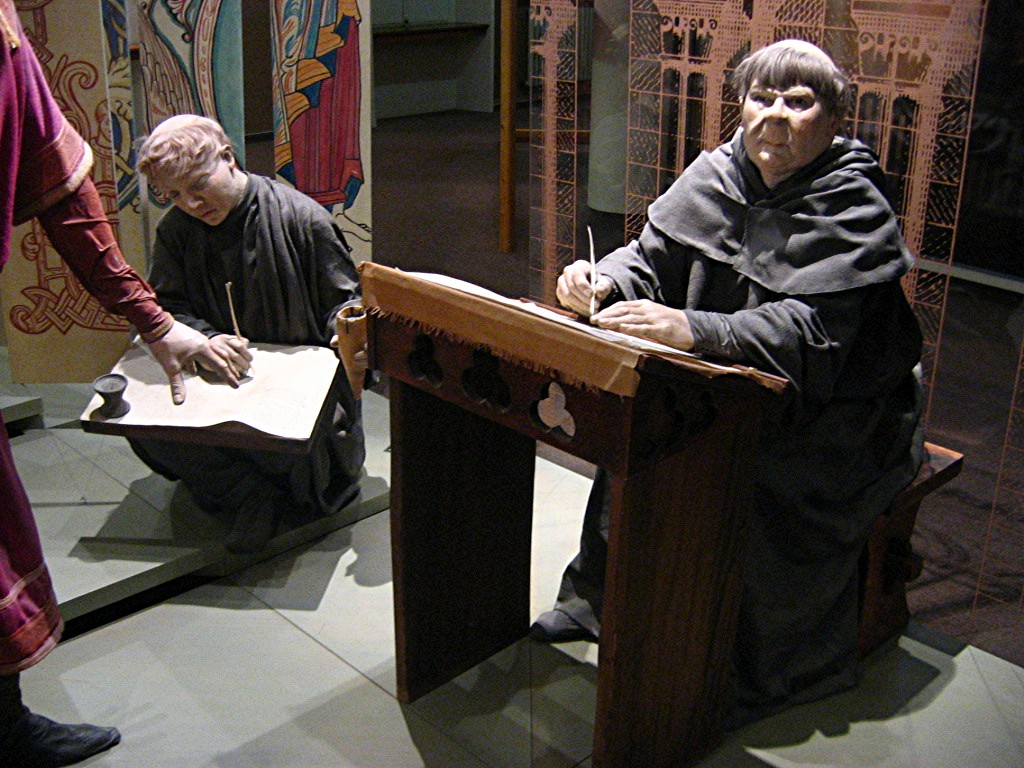
Representación de dos monjes medievales en el Museo de Bayeux

##### Vía purgativa
La vía purgativa consiste en la purgación de la memoria, entendida como potencia del alma, para limpiarla de los apegos sensitivos que provienen del cuerpo. En palabras de san Juan de la Cruz, es la vía de la penitencia en donde el alma se libera de todos sus pecados.

Hay que perder el gusto por el apetito de las cosas.

El apetito como tal no tiene por qué ser malo pero sí lo es el apego o gusto que provoca en la memoria, porque le impide orientarse plenamente hacia Dios. La privación corporal y la oración son los principales medios purgativos.

##### Vía iluminativa
La vía iluminativa comienza donde termina la anterior. El alma ya está limpia y en un gran desamparo y angustia interior, arrojada a lo que es por sí sola sin el contacto de Dios. El demonio tienta entonces y el alma debe soportar tentaciones de todo tipo y seguir la luz de la fe confiando en ella sin engañarse, mediante una continua introspección en busca de Dios. Pero ha de ser humilde, ya que si Dios no quiere, es imposible la unión mística, pues a Él corresponde la decisión. El alma debe dar lo que san Juan de la Cruz llamó «un ciego y oscuro salto», del que solo la puede salvar Dios mismo, si quiere.

##### Vía unitiva
La vía unitiva es el éxtasis místico: Dios se une a su criatura y le revela un conocimiento y un placer sin límites. Supuestamente puede manifestarse con los llamados estigmas o llagas sagradas, las heridas que sufrió Cristo en la cruz, con fenómenos de levitación y bilocación (encontrarse en dos lugares al mismo tiempo) o con otros fenómenos místicos. El sujeto, no puede describir sino solo aproximadamente lo que le ha pasado, porque el pobre instrumento de la lengua humana, ni siquiera en forma poética, puede describir una experiencia tan intensa: se trata de una experiencia inefable.

### Catolicismo moderno
En el período moderno temprano, las órdenes se dividieron repetidamente en una dirección más suave y más estricta, más ascética ("observancia") o se fundaron nuevas órdenes debido a la insatisfacción con la secularización de las órdenes existentes. Así que se dividió en el siglo XVI la orden franciscana en la orden de los Frailes Menores Conventuales (oficialmente en latín: Ordo Fratrum Minorum Conventualium) y la más estricta de los Hermanos Menores Capuchinos (Ordo Fratrum Minorum).  En la orden carmelitana de la década de 1430 se había introducido una "regla blanda" que provocó conflictos internos y fue rechazada por parte de la comunidad. Un movimiento de reforma iniciado por Teresa de Ávila y Juan de la Cruz a finales del siglo XVI llevó a la separación de los carmelitas descalzos de los calzados, los seguidores de la antigua observancia. En el siglo XVII, la rama reformadora de los trapenses ("Orden de los Cistercienses de la Estricta Observancia") se formó dentro de la orden cisterciense.
A raíz de la Contrarreforma, Ignacio de Loyola, el primer general de la orden jesuita, redactó los Ejercicios espirituales, que se completaron en gran parte en 1540 y se imprimieron en 1548 con la aprobación papal. En realidad, la intención del autor es proporcionar una colección de materiales, directivas y sugerencias para maestros espirituales que dan ejercicios a sus alumnos, no un libro de autoaprendizaje para el ejercitador. Según la introducción, el objetivo de las prácticas ascéticas es eliminar del alma todos los "apegos desordenados". En su forma completa, el retiro dura cuatro semanas. Durante este tiempo, el practicante no se dedica a nada más.
En los años cincuenta del siglo XVII, el término theologia ascetica se incorporó a la terminología teológica católica. Esto se entiende como la reflexión teológica sobre los esfuerzos ascéticos. Hoy en día, el término se usa raramente, el ascetismo está integrado en la "teología espiritual".
En la literatura teológica católica de los siglos XIX y XX a menudo se expresaba un gran respeto por el ascetismo. Aparecieron manuales y libros de texto que se dedicaron específicamente a este tema, incluido el Dictionnaire d'ascétisme de publicado por Jacques Paul Migne en dos volúmenes. En la primera edición del Lexikon für Theologie und Kirche de 1930, el autor del artículo sobre el ascetismo lo definió como "luchar contra todo lo que en nosotros tiene su origen en el pecado y conduce al pecado, la supresión de todas las fuerzas naturales peligrosas en nosotros, todo lo sensual, egoísta, [...] también algunas renuncias voluntarias a lo permitido, según el principio del ataque como la mejor defensa, que se aplica también a la vida instintiva. En el período 1937-1995, los jesuitas en París publicaron una obra de referencia completa, el Dictionnaire de spiritualité. Ascétique et Mystique en dieciséis volúmenes.

### Iglesia ortodoxa

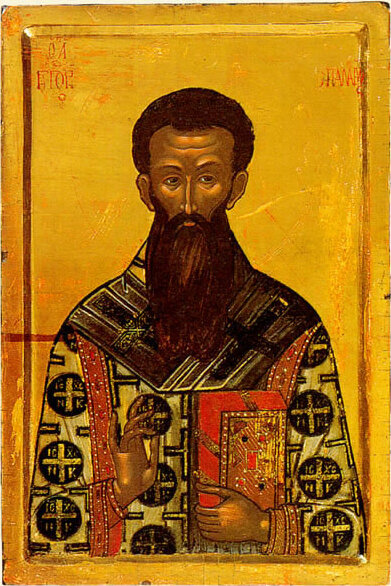
Representación bizantina del hesicasta Gregorios Palamas

En las Iglesias ortodoxas, el monacato da la pauta en lo que se refiere al ascetismo. El monje Máximo el Confesor fue uno de los principales teólogos que describió la vida ascética. Las prácticas del ascetismo están fuertemente influenciadas por los aspectos que son primordiales en la vida monástica: el silencio, la soledad, la vigilia y el ayuno. Además, se enfatiza una conexión con una "belleza" espiritual. El filósofo religioso ortodoxo ruso Pavel Alexandrowitsch Florenski (1882–1937) enfatizó este aspecto en particular. Consideró que el ascetismo no producía una personalidad "buena" sino "hermosa".
Como portavoz de un movimiento de renovación religiosa, Florensky defendió la tradición ascética, como el influyente teólogo Sergei Nikolayevich Bulgakov (1871-1944), de la que vendría la respuesta al creciente ateísmo. Ambos enfatizaron la relevancia social de la actitud ascética arraigada en la piedad popular rusa en vista de la actitud antitradicional de la intelectualidad de orientación occidental en la Rusia prerrevolucionaria de principios del siglo XX. siglo. Esta opinión era común entre los pensadores ortodoxos.
Una forma específicamente ortodoxa de práctica ascética es la oración hesicástica. Esta es una práctica que estuvo muy extendida entre los monjes bizantinos ya en la Edad Media. Su exponente más influyente fue el teólogo Gregorios Palamas († 1359), una de las máximas autoridades de la Iglesia Ortodoxa. La práctica hesicastica incluye instrucciones relacionadas con el cuerpo, como concentrarse en el centro del cuerpo y regular la respiración. Tal como lo entienden los hesicastas, esta no es la aplicación mecánica de una técnica diseñada para producir resultados espirituales y así obligar a la gracia divina. Más bien, el propósito de las regulaciones relacionadas con el cuerpo es solo generar y mantener la concentración que es indispensable para la práctica de la oración. Una parte esencial de la experiencia hesicastica son las visiones de luz de los monjes. Los hesicastas creen percibir orando una luz sobrenatural.

### Iglesias protestantes
Para Martín Lutero, su crítica fundamental gradualmente desarrollada del ascetismo monástico, que había practicado antes con celo, fue un importante punto de partida en su camino hacia la Reforma. Vio las prácticas ascéticas de los monjes como expresión de un orgullo oculto, a saber, la idea (al menos implícita) de que tales esfuerzos representan mérito y que uno podría alcanzar un grado especial de santidad con ellos. Lutero condenó tal actitud como legalismo.
Desde un principio, los zuinglianos suizos y sobre todo los calvinistas practicaron un estilo de vida disciplinado con rasgos ascéticos, que luego fue adoptado por diversas religiones basadas o influenciadas por el calvinismo. Los elementos formativos son la apreciación del trabajo duro, el control de los afectos y el rechazo de los placeres mundanos y el consumo, que se considera lujoso. La devoción al disfrute de los bienes terrenales es considerada como una deificación de las cosas creadas y, por tanto, como idolatría. Lo que distingue al ascetismo calvinista del ascetismo cristiano tradicional es que no contiene esfuerzos para mejorar la perspectiva de salvación eterna del creyente. Este motivo no se aplica ya que, según la doctrina calvinista de la predestinación, la salvación o condenación de todo ser humano está fijada inalterablemente desde el principio y de ninguna manera depende del mérito. La deseada forma de vida ascética no es, por tanto, un medio para alcanzar la salvación, sino sólo un signo de ser elegido.
Grupos pietistas de los siglos XVII y XVIII fueron receptivos a las ideas ascéticas. El ascetismo fue aceptado como una superación del mundo. El influyente predicador y escritor Gerhard Tersteegen (1697-1769), por ejemplo, se expresó con este espíritu, abogando por una renuncia voluntaria a toda “lujuria por la tierra”. En la teología evangélica liberal del siglo XIX y principios del XX, en cambio, se notaba una corriente decididamente antiascética: teólogos como Albrecht Ritschl y Adolf von Harnack combinaban la crítica del ascetismo con su diferenciación del catolicismo y el pietismo, y Julius Kaftan afirmaba que el protestantismo había abolido el ascetismo como un “cuerpo extraño”.

## Islam

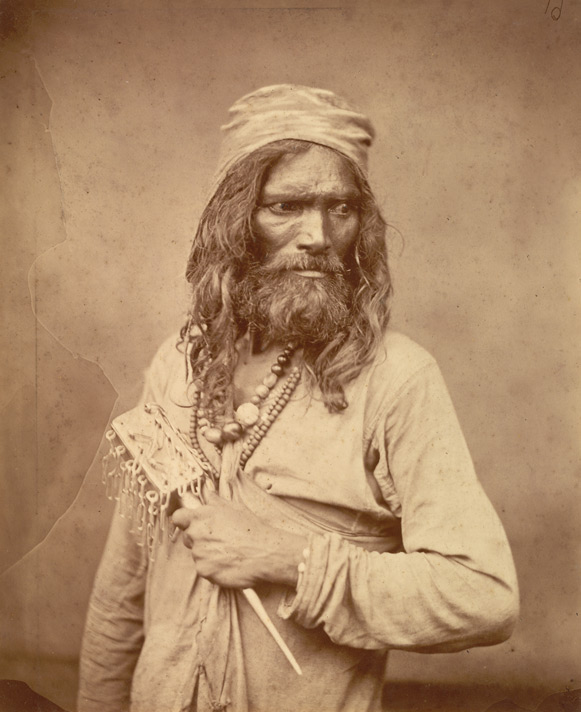
Foto de un asceta sufí - 1860 - Bengala oriental

En el Islam, el ascetismo se conoce como zuhd زُهْد (“renuncia”), el asceta como zāhid. Este uso del lenguaje aún era inusual en la época preislámica y tampoco aparece en el Corán, haciéndose común recién a partir del siglo VIII. El concepto refiere a la renuncia a los intereses mundanos para concentrarse completamente en el futuro esperado en el más allá (āḫira) o en Dios. Para ello, los ascetas se remiten al Corán, que contiene numerosas referencias a la insignificancia de este mundo (dunya) y la fugacidad de la vida sobre la tierra. Entienden que la renuncia significa alejarse de un objeto previamente deseado, que es al mismo tiempo volverse hacia algo mejor reconocido. El renunciante no sólo renuncia exteriormente a lo que renuncia, sino que ya no lo desea. Los ascetas musulmanes describen todo lo que distrae de Dios y separa a las personas de él como "este mundo". Por tanto, lo que se quiere decir no es todo el mundo de los objetos sensibles como tales, sino que "este mundo" es sólo la totalidad de lo que no está relacionado con Dios y no se toma ni se usa por él. El monacato está prohibido en el Islam.

#### Sufismo
Los eruditos en el campo de los estudios islámicos han argumentado que el ascetismo (zuhd) sirvió como precursor de las posteriores formaciones doctrinales de los sufíes que comenzaron a surgir en el siglo X a través de los trabajos de individuos como al-Junayd, al-Qushayrī, al-Sarrāj, al-Hujwīrī y otros.
El sufismo surgió y creció como una tradición mística, en un segundo plano entre las principales ramas del Islam, el sunismo y el chiitas, como afirman Eric Hanson y Karen Armstrong, probablemente como reacción a "la creciente mundanalidad de las sociedades omeya y abasí". La aceptación del ascetismo surgió en el sufismo lentamente, ya que era contrario a la sunnah, afirma Nile Green, y los primeros sufíes condenaron "las prácticas ascéticas como demostraciones públicas innecesarias de lo que equivalía a una falsa piedad". Los sufíes ascéticos fueron perseguidos entre los siglos X y XIX tanto por gobernantes sunitas como chiitas. Fueron sin embargo muy influyentes y tuvieron un gran éxito en la difusión del Islam, particularmente en los puestos de avanzada más lejanos del mundo musulmán en el Medio Oriente y el norte de África, los Balcanes y el Cáucaso, el subcontinente indio y finalmente Central, Asia oriental y sudoriental. Algunos eruditos han argumentado que los ascetas y místicos musulmanes sufíes desempeñaron un papel decisivo entre los siglos X y XII en la conversión de los pueblos túrquicos al Islam, así como de los invasores mongoles en Persia durante los siglos XIII y XIV, principalmente debido a las similitudes entre los sufíes ascéticos extremos (faquires y derviches) y los chamanes de la religión tradicional turco-mongola.
El sufismo fue adoptado y luego creció particularmente en las áreas fronterizas de los estados islámicos, donde el ascetismo de sus faquires y derviches atrajo a poblaciones ya acostumbradas a las tradiciones monásticas del hinduismo, el budismo y el cristianismo. Las prácticas ascéticas de los faquires sufíes han incluido el celibato, el ayuno y la automortificación. Los ascetas sufíes también participaron en la movilización de guerreros musulmanes para las guerras santas, ayudando a los viajeros, dispensando bendiciones a través de sus poderes percibidos como mágicos y ayudando a resolver disputas. Las prácticas ascéticas rituales, como la autoflagelación (Tatbir), han sido practicadas por musulmanes chiitas anualmente en el Día de Ashura.

## Filosofía

### Interpretaciones y valoraciones delsigloXValXIX
Entre los humanistas del Renacimiento hubo desde el siglo XV autores que defendieron el epicureísmo y sostuvieron que el placer (latín voluptas) era el bien supremo. Al hacerlo, invirtieron el sistema de valores prevaleciente en ese momento. En particular, los defensores del placer se opusieron al pensamiento de una corriente religiosa que florecía desde finales del siglo XIV y propaba un estricto ascetismo, basado en el modelo del padre de la iglesia Jerónimo. Criticaron la renuncia ascética al placer y vieron la aceptación del dolor como antinatural. Un destacado vocero en este sentido fue Lorenzo Valla.
Jeremy Bentham (1748–1832), el fundador del utilitarismo, abogó por el “Principio de Utilidad”, según el cual cada acción debe servir al objetivo de maximizar la felicidad y minimizar el sufrimiento. Consideraba que el principio del ascetismo era absolutamente opuesto al principio de la utilidad, ya que consiste en aprobar las acciones cuando sirven para disminuir la felicidad y rechazarlas cuando la aumentan. El ascetismo es defendido tanto por moralistas como por personas religiosas supersticiosas, pero por razones diferentes. El motivo de los moralistas es la esperanza de encontrar reconocimiento, es decir, una búsqueda de placer (pleasure). Para las personas religiosas, el motivo es su miedo al castigo divino, es decir, el deseo de evitar el sufrimiento. Así, en realidad, ambos siguen el principio de utilidad. Los cultos tienden hacia una justificación moral-filosófica del ascetismo, las mentes simples hacia una religiosa. El origen del principio del ascetismo radica en la idea u observación de que ciertos placeres, bajo ciertas circunstancias, causan más sufrimiento que placer a la larga. De ahí se derivó una imprudente devaluación general del placer y revalorización del sufrimiento.
Immanuel Kant distinguió dos tipos de ascetismo: el "ascetismo moral" como ejercicio de la virtud y el "ascetismo de los monjes", que "funciona por el miedo supersticioso o disgusto fingido hacia uno mismo con la autotortura y la crucifixión de la carne". Abogó por el ascetismo moral, pero solo si se practicaba "con placer"; de lo contrario, no tiene valor intrínseco. El ascetismo de los monjes, por otro lado, no apunta a la virtud, sino a la "santificación entusiasta". El asceta se castiga a sí mismo, y esto no puede hacerse sin un secreto odio al mandamiento de la virtud.
Georg Wilhelm Friedrich Hegel se opuso a una renuncia que "en la concepción monástica" requiere que las personas "maten los llamados instintos de la naturaleza dentro de sí mismos" y "no se incorporen al mundo moral, razonable y real, la familia, el estado". Hegel contrarrestó tal ascetismo con una renuncia que consideró adecuada. Este es "sólo el momento de la mediación, el punto de paso en el que lo meramente natural, sensual y finito descarta generalmente su inadecuación para permitir que el espíritu alcance una mayor libertad y reconciliación consigo mismo".
Arthur Schopenhauer adoptó el concepto cristiano y del lejano oriente del ascetismo. En el ascetismo vio la negación y la mortificación de la voluntad de vivir. El rechazo de la voluntad de vivir es el resultado de la intuición de la "vanidad y amargura" (Nichtigkeit und Bitterkeit) de la vida. El asceta quiere romper las espinas del deseo, rechaza la satisfacción de sus deseos, no sea que la dulzura de la vida "excite de nuevo la voluntad contra la cual el conocimiento de sí mismo ha tomado miedo". Por eso le gusta soportar el sufrimiento y la injusticia, porque lo ve como una oportunidad para reafirmarse en su negación del mundo. No se requiere reflexión filosófica para esto, un conocimiento intuitivo y directo del mundo y de su esencia es suficiente para la práctica ascética, y sólo esto es importante. Por lo tanto, es irrelevante si el asceta es un filósofo o "lleno de la superstición más absurda"; sólo la renuncia como tal es esencial.
En las obras de Friedrich Nietzsche, además de la valoración dominante, muy negativa, del ascetismo, también hay una neutral y una positiva. Si bien condenó enérgicamente los ejercicios para mortificar los instintos y la sensualidad porque debilitaban la fuerza vital, abogó por el "ascetismo" como "gimnasia de la voluntad". Quería "naturalizar" el ascetismo nuevamente, reemplazando la "intención de negar" ("Absicht auf Verneinung") con "intención de reforzar" („Absicht auf Verstärkung“). Dedicó la mayor parte de su atención a combatir un ascetismo que consideraba corrupto y antinatural. En la tercera parte de su tratado de 1887 La genealogía de la moral, Nietzsche planteó la pregunta “¿Qué significan los ideales ascéticos?" Respondió a ella con respecto a los artistas (con especial atención a Richard Wagner), filósofos (con especial referencia a Schopenhauer) y sacerdotes, pasando finalmente a la relación entre ascetismo y ciencia. Acusó a los artistas de decir que el ascetismo no significaba nada para ellos porque no lo tomaban en serio. Acusó a los filósofos de estar ciegos al ideal ascético porque ellos mismos vivían de acuerdo con él y, por lo tanto, no podían ver a través de él. Los sacerdotes son los formadores, administradores, mediadores y beneficiarios del ideal ascético, para ellos es un medio de poder. La ciencia, en la medida en que tiene un ideal, "no es lo contrario de ese ideal ascético, sino su forma más joven y noble". Nietzsche llegó a la conclusión de que el ideal ascético debe su atractivo al significado que le otorga el sufrimiento; la negación ascética del mundo es una “voluntad de nada” y el hombre preferiría "querer la nada a no querer nada".
En su Introducción a la ciencia moral (Einleitung in die Moralwissenschaft) de 1892, Georg Simmel atribuyó el surgimiento del ideal ascético a la experiencia básica de que la acción altruista a menudo solo es posible renunciando y combatiendo los impulsos egoístas. Según la explicación de Simmel, el valor del acto moral positivo se ha trasladado a su frecuente acompañamiento del autosacrificio y la supresión de la inmoralidad. “Una sombra de dolor, sacrificio y superación” se adhirió a la idea de la acción moral. En la filosofía antigua, el sufrimiento se consideraba una cosa insignificante que había que experimentar; sólo en el cristianismo se elevó a un valor ético. El proceso de valorar el sufrimiento y de soportar el dolor continuó entonces en la misma dirección, hasta que finalmente el propósito positivo del sacrificio retrocedió y la renuncia y el infligir dolor aparecieron como un fin moral y un mérito en sí mismos. Cuando la renuncia se convirtió en un valor en sí mismo, se alcanzó el punto de vista del ascetismo. El elemento del agobio, de resistencia interna, había cobrado vida propia en la noción de mérito especial. El valor de un fin había sido transferido a los medios necesarios para ello. Simmel ilustró este proceso utilizando los ejemplos del ayuno y la castidad. En ambos casos el propósito original de la renuncia era favorecer la elevación del espíritu a bienes superiores; más tarde se convirtió en la escala para medir la perfección. Otro aspecto, para Simmel, es el “aumento de la personalidad” que resulta de vencer la resistencia: vencer una resistencia interna crea un sentimiento de expansión espiritual y empoderamiento.

### Filosofía delsigloXX
Max Scheler distinguió en su obra El formalismo en la ética y la ética material de los valores entre el "ascetismo moralmente genuino", en el que se sacrifica un "bien positivo" en aras de un valor superior, y el "ascetismo falso del resentimiento ", en el cual aquello que uno se niega a sí mismo ya ha sido paralelamente o desde antes declarado como nulo y sin valor.
Arnold Gehlen asignó al ascetismo un triple significado: como estimulante, como disciplina y como sacrificio. Tiene un efecto estimulante porque la "constricción de las áreas de ataque por estímulos externos" y la concentración en algunos motivos va acompañada de un alivio interior y se liberan poderes intuitivos y energías estimulantes. El efecto inhibidor del ascetismo trae consigo una concentración y un aumento en la intensidad del sentimiento de presencia y poder propio. Esto explica, por ejemplo, la actitud ascética de Maximilien Robespierre. Cuando tal ascesis sirve a fines sociales, se manifiesta como disciplina y "abre un camino de dignidad para todos". El tercer significado de ascetismo es religioso: sacrificio. Toda la orientación de la vida del asceta religioso está "orientada a aferrarse al contacto con el sufrimiento, en la convicción de que éste cubrirá la 'totalidad' de la existencia". Concentrarse en la propia salvación y en la de los demás, como todo absoluto ético, debe liberar "una agresividad latente de alto grado". Debido a la prohibición religiosa de la violencia, esta no puede descargarse hacia el exterior y, por lo tanto, debe volverse contra el asceta religioso mismo. Su autosacrificio es su "procesamiento de las masas de agresión" („Verarbeitung der Aggressionsmassen“).
Michel Foucault describió el ascetismo como un ejercicio en uno mismo, una especie de lucha uno contra uno que el individuo libra consigo mismo, sin necesidad de la autoridad o la presencia de otro. Para Foucault, el punto de partida para su estudio en gran escala de la historia de la sexualidad fue la cuestión de la relación entre el ascetismo y la verdad. Desde su perspectiva, el ascetismo exitoso es el criterio de prueba de la verdad práctica y de las hipótesis que el individuo considera verdaderas y correctas. Es una forma de vincular el sujeto a la verdad. La verdad que dice el hablante, la ve el oyente en él. El ascetismo convierte el decir la verdad en una forma de ser para el sujeto. La verdad sólo se hace posible a través del ascetismo. Según una definición dada por Foucault en una conferencia de 1981-82, el ascetismo filosófico es una forma particular en la que el sujeto del verdadero conocimiento se constituye como sujeto de la acción correcta y se instala en un mundo. Este sujeto se da a sí mismo un mundo como correlato, que es percibido, reconocido y manejado como prueba.
Foucault analizó las "tecnologías del yo" que los hombres usan para adquirir conocimiento sobre sí mismos y cambiarse a sí mismos en el sentido deseado. Comparó las autotécnicas, incluido el ascetismo, de la filosofía platónica y estoica con las del cristianismo de la antigüedad tardía, y comparó estos conceptos antiguos con los conceptos morales modernos. Según él, tanto los filósofos paganos como los teólogos cristianos de la antigüedad enfatizaron la máxima "cuídate", su preocupación era la preocupación por sí mismos. Aquí es donde su enfoque difiere de la moralidad dominante de hoy. Hoy se exige el desinterés y con él el rechazo del yo, se buscan las reglas de conducta aceptable en las relaciones con los demás. Por el contrario, para los antiguos ascetas desde la era helenística en adelante, el cuidado de uno mismo se consideraba un principio universal que requiere un esfuerzo de por vida y es el requisito previo para una actividad social significativa. Los estoicos buscaron captar la verdad a través de la autoindagación y transformarla en un principio de acción. Para ellos el ascetismo no era renuncia, sino un autocontrol que pasa por la adquisición de la verdad. Los filósofos coincidieron con los ascetas cristianos en la creencia de que la observación y la transformación del yo eran esenciales, pero los cristianos lo hicieron desde un punto de vista y con un objetivo diferentes. Según ellos, se deben reconocer los propios pecados -especialmente los sexuales- para luego confesarlos. Así, los creyentes se vieron obligados a "descifrarse a sí mismos en cuanto a lo prohibido" y a renunciar a sí mismos en una relación de obediencia. Esta ascesis de renuncia hizo de la penitencia un modo de vida. Su objetivo no era crear una identidad, sino romper con ella y alejarse del ego. Esto dio lugar a la tradición moral cristiana, cuyo legado, según Foucault, es la moralidad social moderna del desinterés. Con su desprecio por el yo, la moralidad moderna practica su propia forma de ascetismo.
La pregunta inicial de Peter Sloterdijk es: "¿Adónde van los monjes? Afirmó que desde la India hasta Irlanda se extendía un "cinturón ascético" por la tierra que era "el escenario de una tremenda secesión de los estándares de la normalidad cósmica". Con su libro Weltfremdheit, Sloterdijk quería hacer un trabajo preparatorio para una derivación antropológica de la posibilidad del escapismo. Según su interpretación, los primeros monjes cristianos siguieron el “principio del desierto”. Los vida de los ermitaños y el ascetismo comunitario de los monjes del desierto fueron aspectos necesarios de la "transición de las sociedades paganas al monoteísmo imperial". Sólo en el desierto podría "desenvolverse la monarquía de Dios en la nueva ley psíquica". Los monjes se preocuparon por debilitar el mundo como tercero separador entre Dios y el hombre hasta su anulación; el sentido de su forma de vida era el "ataque a la terceridad en general". Con esto vino una "alerta metafísica ", una lucha sin precedentes contra el sueño: "la vigilia lo es todo". En contraste con esto, está la civilización occidental moderna. Para Sloterdijk, se basa en el rechazo del principio del desierto y en la “terceridad absoluta”: “La era moderna es la era del mundo en la que el mundo es todo lo que puede ser. ' Modernidad significa 'redirigir el vuelo del mundo al mundo mismo como prometido, venidero, mejor'.

## Sociología

### Emile Durkheim
Émile Durkheim se ocupó del ascetismo en su estudio Las formas elementales de la vida religiosa, publicado en 1912. Lo vio como un fenómeno de "culto negativo", un sistema de renuncia basado en prohibiciones religiosas. Según el modelo de Durkheim, el culto negativo, si bien implica únicamente la inhibición de la actividad, no obstante "ejerce un efecto positivo de suprema importancia sobre la naturaleza religiosa y moral del individuo". Cuando el hombre se deshace de todo lo profano que hay en él y se retira de la vida mundana, puede superar la barrera que separa lo sagrado de lo profano y entrar en estrecho contacto con las cosas sagradas. Sólo así accede al culto positivo, a la práctica de relaciones bilaterales con lo sagrado. Entonces ya no es lo que era antes, ya no es un ser ordinario. Cualquiera que se haya purificado y santificado a sí mismo a través de la distancia de lo profano está al mismo nivel que las fuerzas religiosas. Formas de tal ascetismo son, por ejemplo, el ayuno, las vigilias, la clausura y el silencio.
Según Durkheim, toda observancia de una prohibición religiosa que requiera la renuncia a las cosas útiles o a las actividades ordinarias, tiene cierto grado de carácter ascético. Toda religión tiene un sistema de prohibiciones, cada una es más o menos ascética; sólo difieren en la medida en que se desarrolla este enfoque. El ascetismo en sentido real ocurre cuando la observancia de restricciones y renuncias se desarrolla de tal manera que se convierte en la base de la disciplina de la vida real. El sistema de prohibiciones puede incluso expandirse para incluir toda la existencia. Entonces ya no está subordinado a un culto positivo como preparación para él, sino que adquiere prioridad. Esto es lo que Durkheim llama "ascetismo sistemático". Cualquiera que sea un "asceta puro" en este sentido adquiere una reputación de santidad especial. En algunas sociedades se le considera igual o superior a los dioses.
Como la abstinencia y la privación están inevitablemente asociadas al sufrimiento, y el desapego del mundo profano es violento, el culto negativo debe causar dolor. Esta experiencia ha llevado a una valoración positiva de dicho dolor y se espera que tenga un efecto santificador. Esto ha llevado a la gente a crear dolor artificialmente para obtener los poderes y privilegios esperados del culto negativo. Así, el dolor mismo se ha convertido en el contenido de los ritos ascéticos y se entiende como una especie de distinción. Superando el dolor, el asceta alcanza poderes extraordinarios. Tiene la impresión de haberse elevado por encima del mundo profano y de haber alcanzado cierto dominio: "Es más fuerte que la naturaleza porque la ha silenciado. Este principio está ilustrado por la vida de los grandes ascetas, cuyo modelo a seguir inspira el esfuerzo. Forman una élite que le señala el objetivo a la multitud.
Según Durkheim, el ascetismo no sólo sirve a fines religiosos; más bien, los intereses religiosos son "sólo la forma simbólica de los intereses sociales y morales". No sólo los sistemas de creencias exigen el desprecio por el dolor, sino también la sociedad, que necesariamente exige constantes sacrificios de los individuos. Por un lado, la sociedad aumenta los poderes del hombre y lo eleva más allá de sí mismo, por otro lado, constantemente "viola" sus deseos naturales. De ahí que haya un ascetismo "inherente a toda vida social y destinado a sobrevivir a toda mitología y todo dogma". En este ascetismo mundano, Durkheim ve el "fin de la existencia y la justificación de lo que han enseñado las religiones de todos los tiempos".

### Max Weber
Max Weber a menudo trató en sus escritos el tema del ascetismo, con las circunstancias modernas en primer plano. Lo abordó tanto desde un punto de vista religioso como socioeconómico. En su obra La ética protestante y el espíritu del capitalismo, expuso extensamente sus puntos de vista que concordan esencialmente con los de su amigo Ernst Troeltsch.
Weber acuñó el término "ascetismo interior-mundano" para una forma de renuncia que estaba muy extendida en el protestantismo y que tenía graves consecuencias económicas. Por esto entendía una actitud y forma de vida que fue común en el siglo XVI, se basó inicialmente en la religión y luego tuvo efectos significativos mucho más allá del contexto religioso original. Su influencia formativa en la economía y la sociedad se extiende hasta nuestros días. Según la descripción de Weber, este tipo de ascetismo está determinado por la combinación de una estructura social "interior-mundana" con un ideal de vida ascético. Intramundano, esta forma de vida contrasta con la de los ascetas monásticos y ermitaños porque se practica dentro de los órdenes seculares del mundo: familia, vida laboral, comunidad social normal. El mundo en el que se desarrolla la vida ordinaria no es ignorado como en el monacato, sino visto como un lugar de prueba. Se requiere la concentración en el deber del trabajo profesional incansable y la provisión del mayor desempeño profesional posible, en contraste con el ascetismo distante y contemplativo "de otro mundo" de los monjes. Sin embargo, una cosa que tiene en común con el monasticismo es el gran respeto por el trabajo, que permitió a los monasterios medievales lograr importantes logros económicos. El ideal de la renuncia se refleja en el mandamiento de vivir frugalmente y sin necesidades, es decir, renunciar al disfrute de la riqueza que se ha ganado. Weber señala que ya en el siglo XVI Sebastian Franck vio uno de los logros de la Reforma en el hecho de que a partir de entonces cada persona tenía que ser una especie de monje a lo largo de su vida. Con eso, Franck habría querido decir lo mismo que él.
El concepto de ascetismo interior-mundano provino del calvinismo y fue determinado principalmente por la forma que desarrolló en el siglo XVII.. Como ideal religioso, prevaleció en las religiones basadas o influenciadas por el pensamiento calvinista, sobre todo en el puritanismo. En varios movimientos reformados (pietismo, metodismo, anabaptismo) se convirtió en una parte central del sistema de valores.
Con el tiempo, el ascetismo protestante se transformó en el "espíritu del capitalismo", una forma de vida que ha dejado una huella duradera en toda la civilización moderna. La justificación religiosa no permaneció decisiva en todas partes; podía retroceder a un segundo plano o incluso desaparecer, lo que a menudo sucedió como resultado de la secularización. Cuando la raíz religiosa se extinguió, se retuvo la actitud básica que procedía de ella. Las mismas valoraciones son características de la forma moderna y secularizada del ascetismo interiorista que de la ética empresarial calvinista: alta consideración por el éxito profesional, especialmente el éxito empresarial, que se entiende como una recompensa por la diligencia, la renuncia y la moderación en el disfrute. Un aspecto importante es evitar cualquier “pérdida de tiempo”, esto se considera una falta grave. Mientras que el asceta del mundo interior motivado por la religión cree que debe dedicar cada hora al cumplimiento de sus deberes al servicio de Dios, la variante secularizada de esta norma es "el tiempo es dinero". Weber caracteriza esta actitud como "racional" porque el asceta intramundano organiza racionalmente su estilo de vida y lo alinea con su único objetivo y rechaza aspectos irracionales de la vida como lo artístico, la "frivolidad" y el erotismo.
En opinión de Weber, el ascetismo protestante "estaba en la cuna del 'hombre económico' moderno". Sin embargo, sólo desplegó todo su efecto económico cuando el entusiasmo religioso se desvaneció y dio paso a esta orientación mundial. El modelo ascético promovía la acumulación de capital alentando a los empresarios a abstenerse de consumir. El ascetismo llevado de la celda monástica a la vida profesional ayudó a construir el orden económico que "determina con una coerción abrumadora" el estilo de vida moderno. La propia evaluación de Weber del ascetismo interior-mundano es fundamentalmente positiva, y su ideal de desarrollo personal, que fue recibido con aprobación por la burguesía protestante, tiene rasgos ascéticos.
En términos de la sociología de la religión, Weber distinguía entre una religiosidad “ascético-racional” y una religiosidad “mística” que se le oponía. Los místicos típicos son pasivos y contemplativos, escapando del mundo y dedicándose a Dios; los ascetas típicos son activos, quieren luchar contra el mundo en nombre de Dios. Según Weber, el contraste es marcado en el área de la caridad. El calvinista ascético-racional condena la mendicidad, considera que el desempleo de los que pueden trabajar es fundamentalmente autoinfligido y organiza el apoyo de los que no pueden trabajar como una caridad racional y objetiva. El religioso "místico", por el contrario, no pregunta nada sobre la valía y la capacidad de autoayuda de la persona que pide, sino que da limosna al azar e indiscriminadamente.

## Recientes demandas de ascetismo
Desde el siglo XIX, los círculos críticos con la cultura y escépticos con la tecnología exigieron un ascetismo nuevo y contemporáneo. El ascetismo es entendido principalmente como renuncia al consumo.
Joachim Bodamer recomendó un ascetismo, que como "renuncia entrenada y practicada" a ciertas formas de poder, disfrute y seguridad sea un antídoto contra el hacinamiento y las consecuencias problemáticas de la tecnología. En 1972, John B. Cobb abogó por un “ascetismo ecológico” necesario para proteger los recursos naturales insustituibles. Desde la perspectiva de una crítica ecologista al consumismo, a finales del siglo XX incluso describió la crisis ambiental como el "resultado de la pérdida del sentimiento ascético" y exigió el ascetismo del consumidor como "comportamiento ecoético básico".
El ensayo ¿Nos acercamos a una cultura mundial ascética?, que Carl Friedrich von Weizsäcker publicó en 1978, fue visto por una corriente conservadora en el movimiento de protección ambiental como un manifiesto del ethos de renuncia que defendía. Weizsäcker definió la "cultura mundial" de su época como "conscientemente antiascética", porque era consuntiva, estructuralmente capitalista y tecnocrática en efecto. Tal cultura es autopeligrosa y está llena de contradicciones internas. Sin embargo, es posible superar algunos de los peligros y contradicciones a través de una actitud ascética. Weizsäcker definió el ascetismo en este sentido como la renuncia consciente y fundamental a los bienes económicos que están al alcance técnico. Lo que se requiere es “un cambio radical de la cultura tecnocrática consuncionista a una cultura ascética”. El surgimiento de formas de vida ascéticas estuvo vinculado sociohistóricamente al desarrollo de las clases altas ricas; en el presente, sin embargo, se requiere un "ascetismo democrático". Es importante “dejar permear en el pueblo una actitud que siempre ha estado ligada a una conciencia elitista”.
Klaus Traube criticó el enfoque de Weizsäcker y su demanda de ascetismo en su libro de 1979 Wachstum oder Askese? (¿Crecimiento o ascetismo?). Cuestionó la suposición básica de que la economía de crecimiento está impulsada por la adicción a la satisfacción de las necesidades. En opinión de Traube, no es la presión de las masas lo que obliga a los planificadores políticos a seguir políticas de crecimiento; Más bien, el impulso proviene de las élites y se trata de una interacción política entre las élites dirigidas y las líderes. Según Traube, el “ascetismo democrático” de Weizsäcker es una nueva ideología de dominación que atribuye la responsabilidad del criticado curso de crecimiento a las personas, que se supone que deben cambiar su cultura, y por lo tanto releva a los realmente responsables. En realidad, esto estabilizaría el rumbo fatídico. Weizsäcker adoptó la ética puritana de la renuncia, sobre la base de la cual sólo podrían haberse desarrollado las condiciones que criticaba. Asume una imagen equivocada del hombre; el deseo real del hombre no es por los bienes económicos, sino por "las cosas buenas de esta tierra". La exigencia de ascetismo es irrealista y distrae de la raíz del mal, de un proceso de producción independiente y autónomo, cuyos resultados dependen cada vez más unos de otros. Por lo tanto, la ideología del no consumo, del ascetismo democrático, es engañosa de cabo a rabo.
Reimer Gronemeyer señaló en su ensayo de 1998 Die neue Lust an der Askese (El nuevo deseo de ascetismo) que para el asceta moderno la palabra clave es renuncia: "una renuncia a la 'felicidad' consuntiva de todo tipo". El ascetismo moderno ya no es un concepto de la vida como antes, sino que sólo puede ser un movimiento de búsqueda. También es una "fuga de las cadenas que hoy tienen una variedad insana en la adicción a las cosas, las experiencias, la información, la aceleración, el dominio, la planificación y los proyectos". No puede haber una receta ascética.
En 2000, Wilhelm Schmid abogó por el restablecimiento de una filosofía del arte de vivir que, siguiendo a Nietzsche y aprovechando la antigua comprensión del ascetismo, debería tratar de renovarlo. El arte de vivir requiere ascetismo para fortalecerse y “practicar el autoempoderamiento”. El autoempoderamiento obtenido a través de los ejercicios transmite poder “incluso sobre el poder de la tecnología, al que de otro modo el sujeto permanecería impotentemente sujeto” y permite “un uso obstinado, reflexivo, reservado y calculado de la tecnología”.

## Ascetismo y sensualidad en el arte y la ficción
La tensión entre ascetismo y sensualidad ha sido un motivo popular en las bellas artes desde la Edad Media. También se la ha retratado una y otra vez en la ficción y la música, en el escenario y en el cine. La figura más conocida que encarna esta relación conflictiva en su vida interior es el antiguo ermitaño del desierto Antonio Abad. En este contexto, la práctica ascética aparece como una lucha dramática contra un mundo de monstruos demoníacos. Los demonios quieren alentar al asceta a vivir su sensualidad o romper su firmeza con el sufrimiento físico. Estos temas ofrecen a los artistas la oportunidad de procesar lo monstruoso y fantástico, pero también de mostrar al público el poder y la estética de la sensualidad. El foco está en el evento de la tentación, el atractivo de los objetos del deseo sensual. El asceta no puede escapar huyendo a un desierto o tierra baldía, sino que la confrontación con los objetos de deseo, que se limitan al mundo de la fantasía en el entorno no estimulante, adquiere allí una agudeza especial.

### Las tentaciones de San Antonio

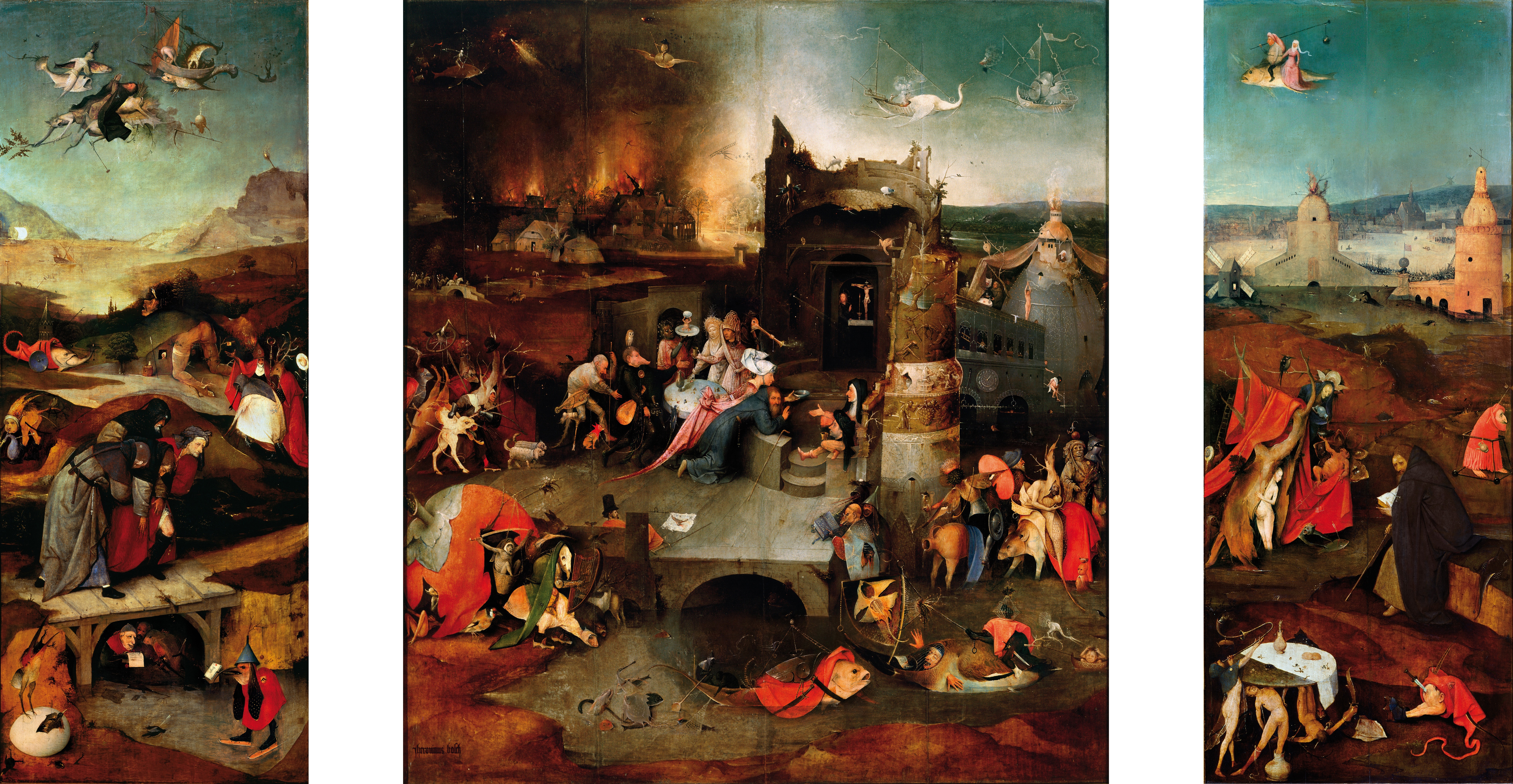
Tríptico de las tentaciones de san Antonio Abad, óleo sobre tabla de roble, 131,5 × 111,9 cm, tabla central, 131,5 × 53 cada una de las laterales, Lisboa, Museu Nacional de Arte Antiga.

Según su biografía de la antigüedad tardía, la Vita Antonii, Antonio Abad a menudo se vio afligido por demonios que querían distraerlo y disuadirlo de su ascetismo. El drama de las tentaciones a las que fue sometido, según cuenta la leyenda, ha inspirado a numerosos autores y artistas. Se dice que el diablo y los demonios lo acosaron de diversas maneras: primero, creando ilusiones de placer y placer sensual, y segundo, infligiéndole dolor físico. Según la tradición hagiográfica, salió victorioso en todos los desafíos.  Especialmente en los siglos XV y XVI el encuentro de Antonio con lo seres demoníacos ocupó la imaginación de dibujantes, grabadores y pintores, incluidos Martin Schongauer, Matthias Grünewald y Hieronymus Bosch. Entre las obras de ficción que describen sus tentaciones, el cuento de Gustave Flaubert La tentation de saint Antoine, cuya versión final apareció en 1874, ocupa un lugar destacado. Los acontecimientos ficticios diseñados por Flaubert están determinados por el principio de la impassibilité (impasibilidad), no representar la pasión la hace tanto indestructible como omnipresente.

### Luis Buñuel
Luis Buñuel retoma motivos de la tradición del ascetismo cristiano en algunas de sus películas, entre las que destaca Simón del desierto (1965). El protagonista es un asceta moderno que da forma a su vida siguiendo el ejemplo de Simeón el Estilita. El anciano santo subió a un pilar del que nunca bajó hasta su muerte. Simón decide también pasar su vida rezando sobre un pilar en un paisaje desértico. Como su modelo a seguir, tiene una multitud de admiradores y hace maravillas. Las imágenes creadas por Buñuel son a la vez surrealistas, irónicas y dramáticas; lo real e imaginario, realidad y sueño son indistinguibles. Un personaje principal es el diablo que lleva al asceta a la tentación. Se le aparece como una muchacha seductora o en forma de Cristo, mientras que Dios niega casi cualquier respuesta al santo. La lucha con la tentación resulta interminable, el diablo siempre regresa y desafía a Simón a trascender lo conocido.

#### Literatura en inglés
- Balcerowicz, Piotr (2015), Early Asceticism in India: Ājīvikism and Jainism, Routledge, ISBN 978-1-317-53853-0.
- Cort, John E. (2001a), Jains in the World : Religious Values and Ideology in India, Oxford University Press, ISBN 0-19-513234-3.
- Doniger, Wendy, ed. (1999), Encyclopedia of World Religions, Merriam-Webster, ISBN 0-87779-044-2.
- Dundas, Paul (2002), The Jains (2nd edición), London and New York: Routledge, ISBN 0-415-26605-X.
- Fujinaga, S. (2003),  Qvarnström, Olle, ed., Jainism and Early Buddhism: Essays in Honor of Padmanabh S.  Jaini, Jain Publishing Company, ISBN 978-0-89581-956-7.
- Jain, Vijay K. (2011), Acharya Umasvami's Tattvarthsutra (1st edición), Uttarakhand: [Vikalp Printers, ISBN 978-81-903639-2-1.
- Wiley, Kristi L. (2009), The A to Z of Jainism, Scarecrow Press, ISBN 978-0-8108-6337-8.
- von Glasenapp, Helmuth (1925), Jainism: An Indian Religion of Salvation, Delhi: Motilal Banarsidass (Reprinted 1999), ISBN 81-208-1376-6.
- Winternitz, Moriz (1993), History of Indian Literature: Buddhist & Jain Literature, Motilal Banarsidass, ISBN 978-81-208-0265-0.